# 애플
애플 주식회사(Apple Inc.)는 실리콘 밸리의 쿠퍼티노에 본사를 둔 미국의 다국적 기업이자 기술 회사이다. 이 회사는 소비자 가전, 소프트웨어, 서비스로 가장 잘 알려져 있다. 1976년 스티브 잡스, 스티브 워즈니악, 로널드 웨인이 애플 컴퓨터 컴퍼니(Apple Computer Company)로 설립했으며, 이듬해 잡스와 워즈니악이 애플 컴퓨터 주식회사로 법인화했다. 2007년에는 회사가 컴퓨터에서 소비자 가전으로 초점을 확대하면서 애플 주식회사로 이름이 바뀌었다. 애플은 2024년 회계 연도에 US$391.04억을 기록하며 매출 기준 최대 기술 기업이다.
이 회사는 워즈니악의 애플 I 개인용 컴퓨터를 생산하고 판매하기 위해 설립되었다. 두 번째 컴퓨터인 애플 II는 최초의 대량 생산 마이크로컴퓨터 중 하나로 베스트셀러가 되었다. 애플은 1983년 리사와 1984년 매킨토시를 출시하며 그래픽 사용자 인터페이스와 마우스를 사용하는 최초의 컴퓨터 중 일부를 선보였다. 1985년까지 내부 회사 문제로 인해 잡스는 NeXT를 설립하기 위해 떠났고, 워즈니악은 다른 벤처에 전념하기 위해 물러났다. 존 스컬리는 10년 이상 장기 CEO로 재직했다. 1990년대에 애플은 인텔 기반 PC 호환 기종의 마이크로소프트 윈도우 운영체제가 주도하는 저렴한 윈텔 듀오폴리에 개인용 컴퓨터 산업에서 상당한 시장 점유율을 잃었다. 1997년에 애플은 파산 직전에 있었다. 실패한 운영 체제 전략을 해결하기 위해 NeXT를 인수하여 사실상 잡스를 회사로 다시 불러들였고, 그는 아이맥, 아이팟, 아이폰, 아이패드 기기를 비평가들의 찬사를 받으며 출시하고, 아이튠즈 스토어를 출시하고, "Think different" 광고 캠페인을 시작하고, 애플 스토어 소매 체인을 열어 다음 10년 동안 애플을 다시 수익성 있는 회사로 이끌었다. 이러한 움직임으로 애플은 2010년경부터 꾸준히 세계 에서 가장 가치 있는 브랜드 중 하나로 부상했다. 잡스는 2011년 건강상의 이유로 사임했고, 두 달 후 사망했다. 그의 뒤를 이어 팀 쿡이 CEO가 되었다.
애플의 제품 라인업에는 아이폰, 아이패드, 애플 워치, 맥, 애플 TV와 같은 휴대용 및 가정용 하드웨어, iOS, iPadOS, macOS와 같은 운영 체제, 그리고 애플 페이, 아이클라우드, 애플 뮤직 및 애플 TV+와 같은 멀티미디어 스트리밍 서비스를 포함한 다양한 소프트웨어 및 서비스가 포함된다. 애플은 미국의 빅테크 기업인 정보기술 회사 빅 5 중 하나이며, 대부분 2011년 이후로, 애플은 세계 최대 시가총액 기업이었고, 2023년 기준으로 매출 기준 최대 제조업 기업이며, 단위 판매 기준 네 번째로 큰 개인용 컴퓨터 판매업체이며, 가장 큰 태블릿 컴퓨터 판매업체이며, 세계 에서 가장 큰 휴대폰 판매업체이다. 애플은 2018년 상장된 미국 회사 중 최초로 1조 달러 이상으로 평가받았으며, 2024년 12월 현재 3조 7400억 달러를 약간 넘는 가치를 지닌다. 애플은 나스닥에서 가장 큰 회사이며, 티커 심볼 "AAPL"로 거래된다.
애플은 하청업체의 노동 관행, 노동조합과의 관계, 환경 관행, 그리고 반경쟁적 관행 및 재료 조달을 포함한 사업 윤리에 대해 비판을 받아왔다. 그럼에도 불구하고, 회사는 많은 추종자를 가지고 있으며 높은 수준의 브랜드 충성도를 누린다.

## 역사

### 1976년–1980년: 설립 및 법인화

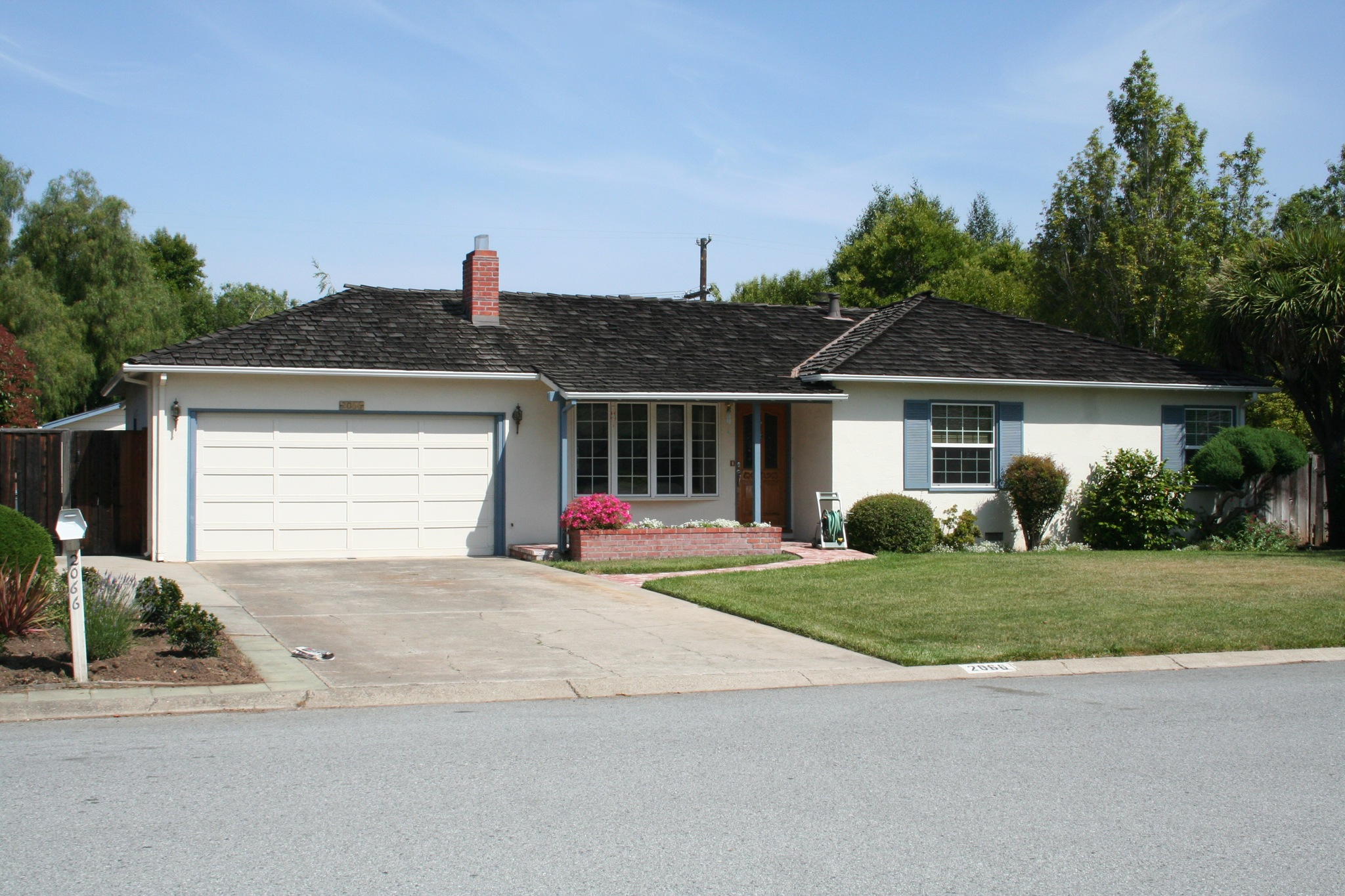
1976년 스티브 잡스와 스티브 워즈니악은 로스앨토스의 크리스트 드라이브에 있는 잡스의 부모님 집에서 애플을 공동 설립했다. 워즈니악은 회사가 차고에서 설립되었다는 일반적인 믿음을 "어느 정도 신화"라고 불렀다. 하지만 침실이 너무 붐비자 일부 작업을 차고로 옮겼다.

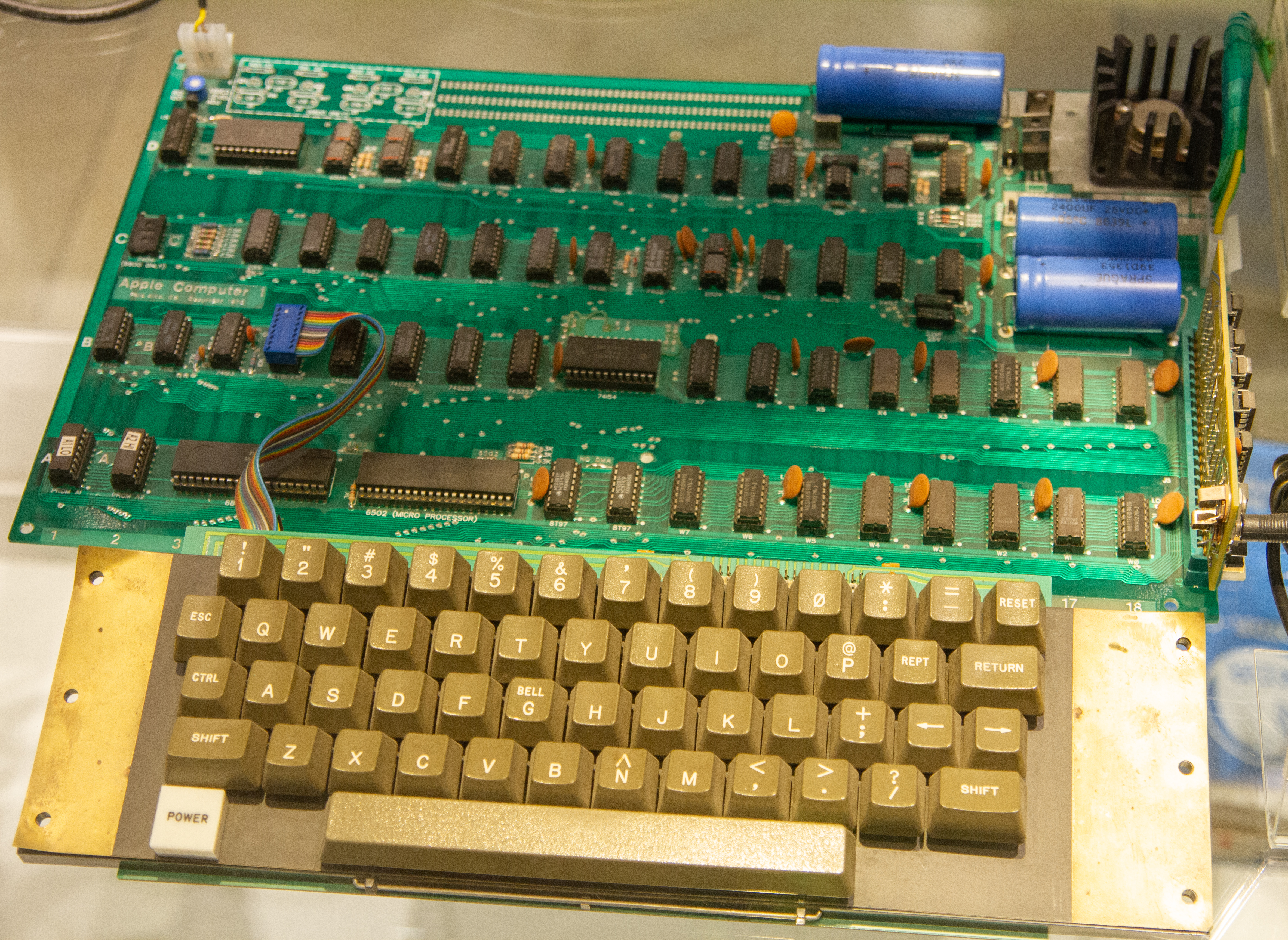
애플 I은 워즈니악이 설계한 애플의 첫 제품으로, 필요한 키보드, 모니터, 전원 공급 장치 및 선택 사항인 케이스 없이 조립된 회로 기판으로 판매되었다.

애플 컴퓨터 컴퍼니는 1976년 4월 1일 스티브 잡스, 스티브 워즈니악, 로널드 웨인이 파트너십으로 설립했다. 이 회사의 첫 제품은 워즈니악이 전적으로 설계하고 수제작한 컴퓨터인 애플 I이다. 제작 자금을 마련하기 위해 잡스는 폭스바겐 버스를 팔았고, 워즈니악은 HP-65 계산기를 팔았다.(p. 57) 둘 다 판매 가격을 모두 받지는 못했지만 총 $1,300 (equivalent to $5,900 in 2022)를 벌었다. 워즈니악은 1976년 7월 홈브루 컴퓨터 클럽에서 첫 애플 I 프로토타입을 선보였다. 애플 I은 CPU, RAM, 기본 텍스트 비디오 칩이 포함된 메인보드로 판매되었으며, 이는 아직 완전한 개인용 컴퓨터로 판매되지 않은 기본 키트 개념이었다. 출시 직후 $666.66 (equivalent to $3,000 in 2022)에 가격이 책정되었다.:180 워즈니악은 나중에 숫자 666이 짐승의 숫자와 우연히 일치한다는 것을 몰랐으며, "반복되는 숫자"를 좋아해서 그 가격을 정했다고 말했다.
애플 컴퓨터 주식회사는 1977년 1월 3일 쿠퍼티노에 법인화되었고, 웨인은 공동 설립 12일 만에 회사를 떠나 잡스와 워즈니악에게 자신의 지분을 800달러에 팔았다. 억만장자 마이크 마쿨라는 애플 법인화 과정에서 잡스와 워즈니악에게 필수적인 사업 전문 지식과 $250,000 (equivalent to $1,068,000 in 2022)의 자금을 제공했다. 운영 첫 5년 동안 매출은 기하급수적으로 증가하여 약 4개월마다 두 배가 되었다. 1977년 9월부터 1980년 9월까지 연간 매출은 77만 5천 달러에서 US$118억 달러로 증가하여 연평균 533%의 성장률을 보였다.
워즈니악이 설계한 애플 II는 1977년 4월 16일 첫 웨스트 코스트 컴퓨터 페어에서 공개되었다. 이는 주요 경쟁자인 TRS-80 및 코모도어 PET와 달리 문자 셀 기반 컬러 그래픽과 오픈 아키텍처를 특징으로 한다. 애플 I과 초기 애플 II 모델은 저장 장치로 일반 오디오 카세트 테이프를 사용했으며, 이는 1978년 디스크 II라는 이름의 5+1⁄4-인치 플로피 디스크 드라이브 및 인터페이스로 대체되었다.

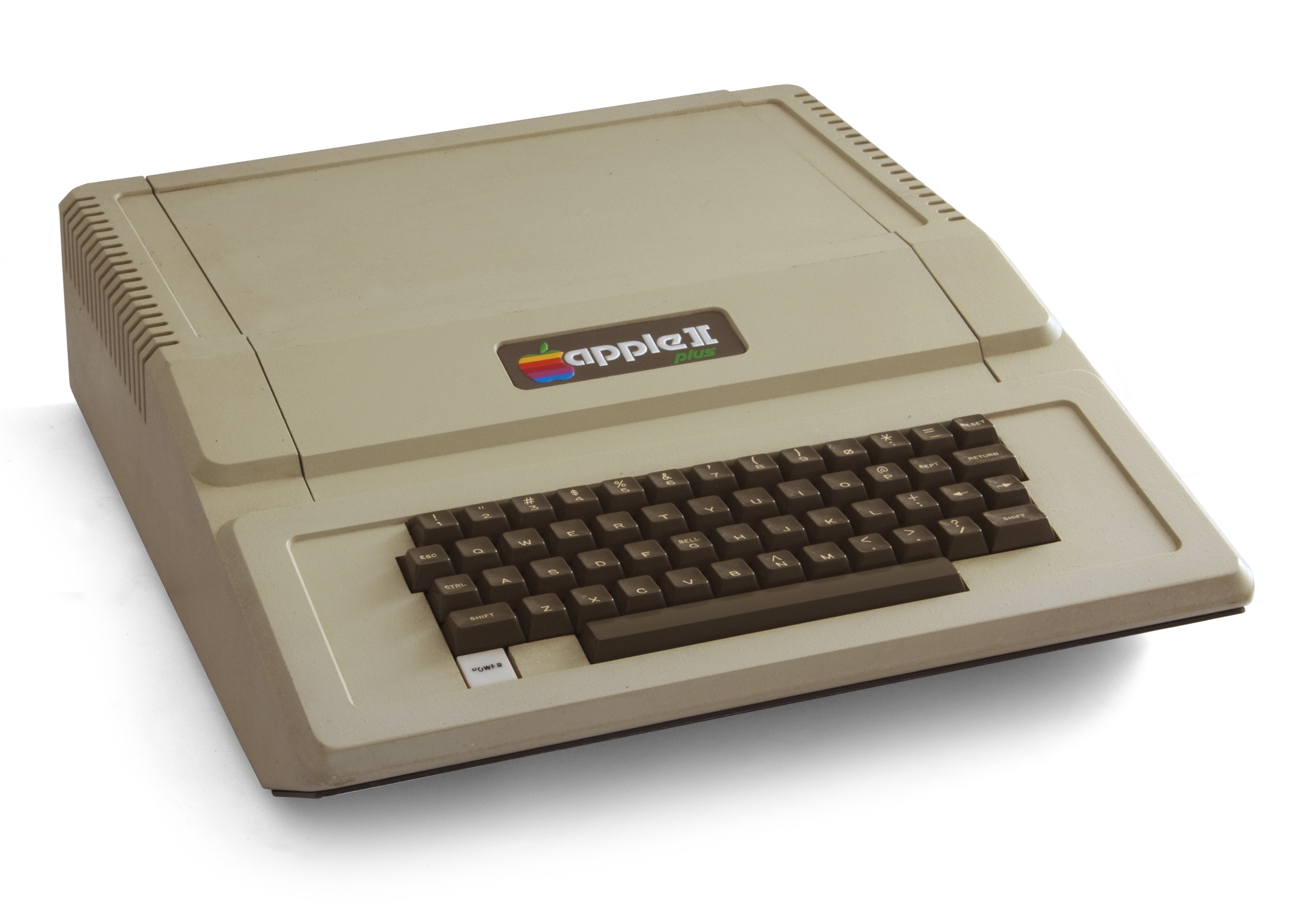
1977년에 출시되어 주로 워즈니악이 설계한 애플 II는 이 회사의 첫 번째 주요 성공작이었다.

애플 II는 비즈니스 세계의 첫 킬러 애플리케이션인 1979년에 출시된 비지칼크 스프레드시트 프로그램의 데스크톱 플랫폼으로 선택되었다. 비지칼크는 애플 II를 위한 비즈니스 시장을 창출했으며 가정 사용자에게 애플 II를 구매할 추가적인 이유, 즉 사무실과의 호환성을 제공했다. 그러나 애플 II의 시장 점유율은 아타리, 코모도어, 탠디와 같은 경쟁업체가 만든 가정용 컴퓨터에 비해 뒤처졌다.
1980년 12월 12일, 애플은 완전 전자 나스닥에서 IPO를 통해 주당 22달러(2022년 9월 3일 기준 주식 분할 조정 시 주당 0.10달러)에 460만 주를 판매하여 1억 달러 이상을 벌어들였는데, 이는 포드 모터 컴퍼니의 1956년 IPO 이후 가장 많은 자본이었다. 그날 말까지 주당 29달러의 주가와 17억 7800만 달러의 시가총액으로 잡스와 워즈니악을 포함하여 약 300명의 백만장자가 탄생했다.

### 1980년–1990년: 매킨토시의 성공

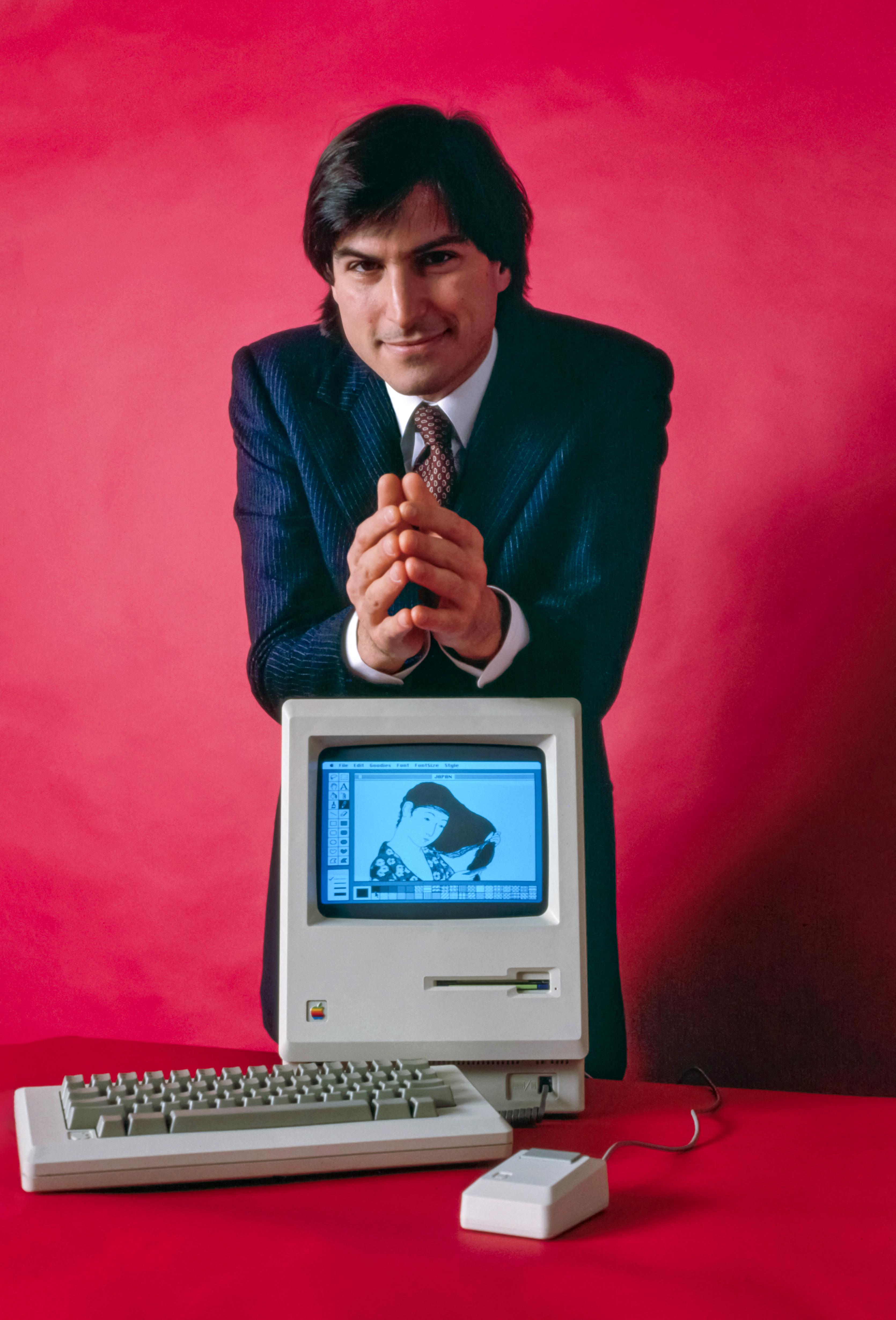
1984년 스티브 잡스가 매킨토시와 함께 있는 모습. 매킨토시는 통합 그래픽 사용자 인터페이스와 마우스를 특징으로 하는 최초의 대량 시장 개인용 컴퓨터였다.

1979년 12월, 스티브 잡스와 제프 래스킨을 포함한 애플 직원들은 제록스 PARC를 방문하여 제록스 알토를 관찰했는데, 이는 그래픽 사용자 인터페이스 (GUI)를 특징으로 했다. 애플은 나중에 PARC의 기술에 대한 접근 권한을 협상하여 애플이 우대 가격으로 주식을 구매할 수 있는 옵션을 얻었다. 이 방문은 잡스가 리사를 시작으로 애플 제품에 GUI를 구현하는 데 영향을 미쳤다. 대량 시장 GUI 컴퓨터로서 선구적이었음에도 불구하고, 리사는 높은 비용과 제한된 소프트웨어 옵션으로 인해 상업적으로 실패했다.
리사 팀에서 밀려난 잡스는 회사의 매킨토시 부문을 장악했다. 워즈니악과 래스킨은 매킨토시를 애플 II와 같은 텍스트 기반 인터페이스를 가진 저비용 컴퓨터로 구상했지만, 1981년 비행기 추락 사고로 워즈니악은 프로젝트에서 물러나야 했다. 잡스는 매킨토시를 리사보다 저렴한 그래픽 시스템으로 빠르게 재정의하여 이전 부문을 약화시켰다. 잡스는 또한 당시 회사 매출의 대부분을 창출하던 애플 II 부서에도 적대적이었다.
1984년, 애플은 번들로 제공되는 프로그래밍 언어가 없는 최초의 개인용 컴퓨터인 매킨토시를 출시했다. 그 데뷔는 1984년 1월 22일 슈퍼볼 XVIII의 3쿼터 동안 방영된 리들리 스콧이 감독한 US$1.5백만 달러짜리 텔레비전 광고인 "1984"로 기념되었다. 이것은 애플의 성공을 위한 전환점으로 찬사를 받았고 CNN은 "걸작"이라고 불렀고 TV 가이드는 역사상 가장 위대한 TV 광고 중 하나로 꼽았다.
이 광고는 매킨토시에 대한 큰 관심을 불러일으켰고, 초기 판매는 좋았지만, 첫 3개월 후 평가가 나오면서 급격히 감소하기 시작했다. 잡스는 $1,000 (equivalent to $2,500 in 2022)의 예상 가격대를 목표로 삼기 위해 속도와 소프트웨어에 제한을 두는 대신 128KB의 RAM을 요구했다. 매킨토시는 $2,495 (equivalent to $6,200 in 2022)에 출시되었는데, 이는 느린 성능 때문에 비평가들로부터 비난을 받았다.:195 1985년 초, 이러한 판매 부진은 스티브 잡스와 펩시에서 잡스가 2년 전 고용한 존 스컬리 CEO 사이의 권력 투쟁을 촉발시켰다. 그는 "평생 설탕물이나 팔고 싶으냐, 아니면 나와 함께 세상을 바꾸고 싶으냐?"라고 말했다. 스컬리는 애플 이사회의 만장일치 지지를 받아 잡스를 매킨토시 사업부 책임자에서 해임했다.
이사회는 스컬리에게 잡스와 그의 비검증 제품에 대한 비싼 진출을 억제하도록 지시했다. 잡스는 스컬리의 지시에 따르기보다 그를 리더십에서 몰아내려 했다. 장루이 가세는 스컬리에게 잡스가 이사회 쿠데타를 조직하려고 시도하고 있었다고 알렸고, 애플의 경영진이 스컬리 편에 서서 잡스의 모든 운영 업무를 박탈하는 긴급 회의를 소집했다. 잡스는 1985년 9월 애플에서 사임하고 여러 애플 직원을 데리고 NeXT를 설립했다. 워즈니악 역시 1985년 초 애플에서의 활발한 고용을 중단하고 다른 벤처에 전념했으며, 애플의 애플 II 사업부 대우에 대한 불만을 표명하고 회사가 "지난 5년간 잘못된 방향으로 가고 있었다"고 말했다. 워즈니악은 애플의 대표로 계속 고용되었고, 연간 12만 달러로 추정되는 수당을 받았다. 잡스와 워즈니악은 퇴사 후에도 애플의 주주로 남았다.
1985년 잡스와 워즈니악이 떠난 후, 스컬리는 같은 해 매킨토시 512K를 램을 4배로 늘려 출시했고, 합리적인 가격의 최초의 포스트스크립트 레이저 프린터인 레이저라이터를 선보였다. 포스트스크립트 언어를 활용한 초기 탁상출판 애플리케이션인 페이지메이커도 1985년 7월 알두스가 출시했다. 매킨토시, 레이저라이터, 페이지메이커의 조합이 탁상출판 시장을 창출했다고 제안되었다.
탁상출판 시장에서의 이러한 지배적인 위치는 회사가 높은 가격대, 즉 가격 대비 수익 차트에서 "높은 오른쪽 정책"으로 불리는 정책에 집중할 수 있게 했다. 더 높은 가격대로 판매되는 새로운 모델들은 더 높은 수익률을 제공했으며, 파워 유저들이 속도 향상을 모두 사들이면서 총 판매량에는 영향을 미치지 않는 것으로 보였다. 일부는 시장에서 스스로를 가격을 책정하는 것에 대해 우려했지만, 장루이 가세의 "55% 아니면 죽음"이라는 슬로건 때문에 1980년대 중반까지 높은 오른쪽 정책이 전면적으로 시행되었다. 이는 매킨토시 II의 55% 수익률을 의미했다.:79–80
이 정책은 10년 후반에 IBM PC 호환 기종에 매킨토시와 동일한 기능을 가진 탁상 출판 프로그램이 훨씬 저렴한 가격으로 등장하면서 역효과를 내기 시작했다. 회사는 탁상 출판 시장에서 지배적인 위치를 잃었고, 더 이상 애플 제품을 살 여유가 없는 많은 원래 소비자 고객 기반을 소외시켰다. 1989년 크리스마스 시즌은 회사 역사상 처음으로 매출이 감소한 해였으며, 이로 인해 애플 주가는 20% 하락했다.:117–129 이 기간 동안 스컬리와 가세의 관계는 악화되었고, 스컬리는 1990년 1월 마이클 스핀들러를 COO로 임명함으로써 가세를 사실상 강등시켰다. 가세는 그 해 말 회사를 떠나 경쟁사인 Be를 설립했다.

### 1990년–1997년: 하락과 구조 조정

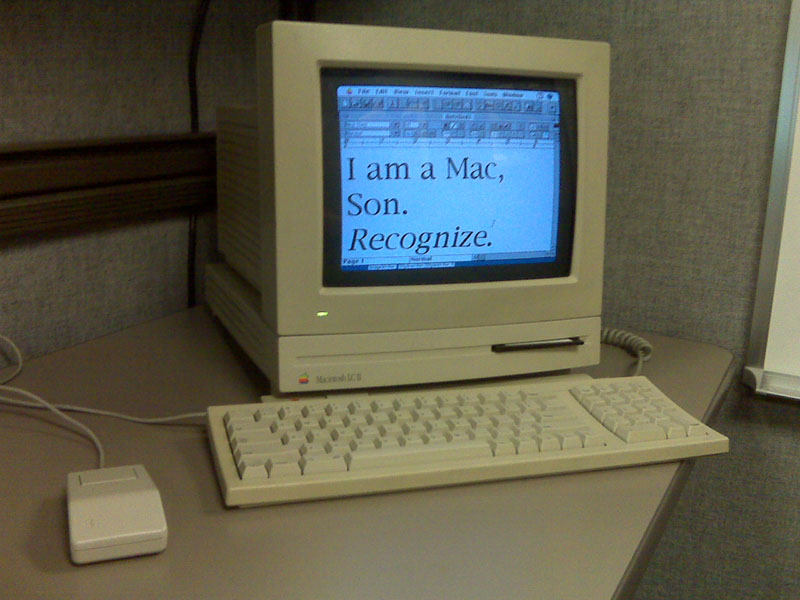
매킨토시 LC II

회사는 전략을 전환하여 1990년 10월에 매킨토시 클래식, 매킨토시 LC, 매킨토시 IIsi 등 세 가지 저가 모델을 출시했으며, 이 모든 모델은 억눌린 수요로 인해 상당한 판매량을 기록했다. 1991년, 애플은 거의 모든 현대 노트북의 현재 형태를 설정한 디자인으로 엄청난 성공을 거둔 파워북을 선보였다. 같은 해, 애플은 매킨토시 운영 체제의 주요 업그레이드인 시스템 7을 출시하여 인터페이스에 색상을 추가하고 새로운 네트워킹 기능을 도입했다.

저가형 맥과 파워북의 성공으로 매출이 증가했다. 얼마 동안 애플은 새로운 제품을 지속적으로 출시하며 이익을 늘려 매우 잘 나갔다. 잡지 맥애딕트는 1989년에서 1991년 사이를 매킨토시의 "첫 번째 황금기"라고 명명했다.

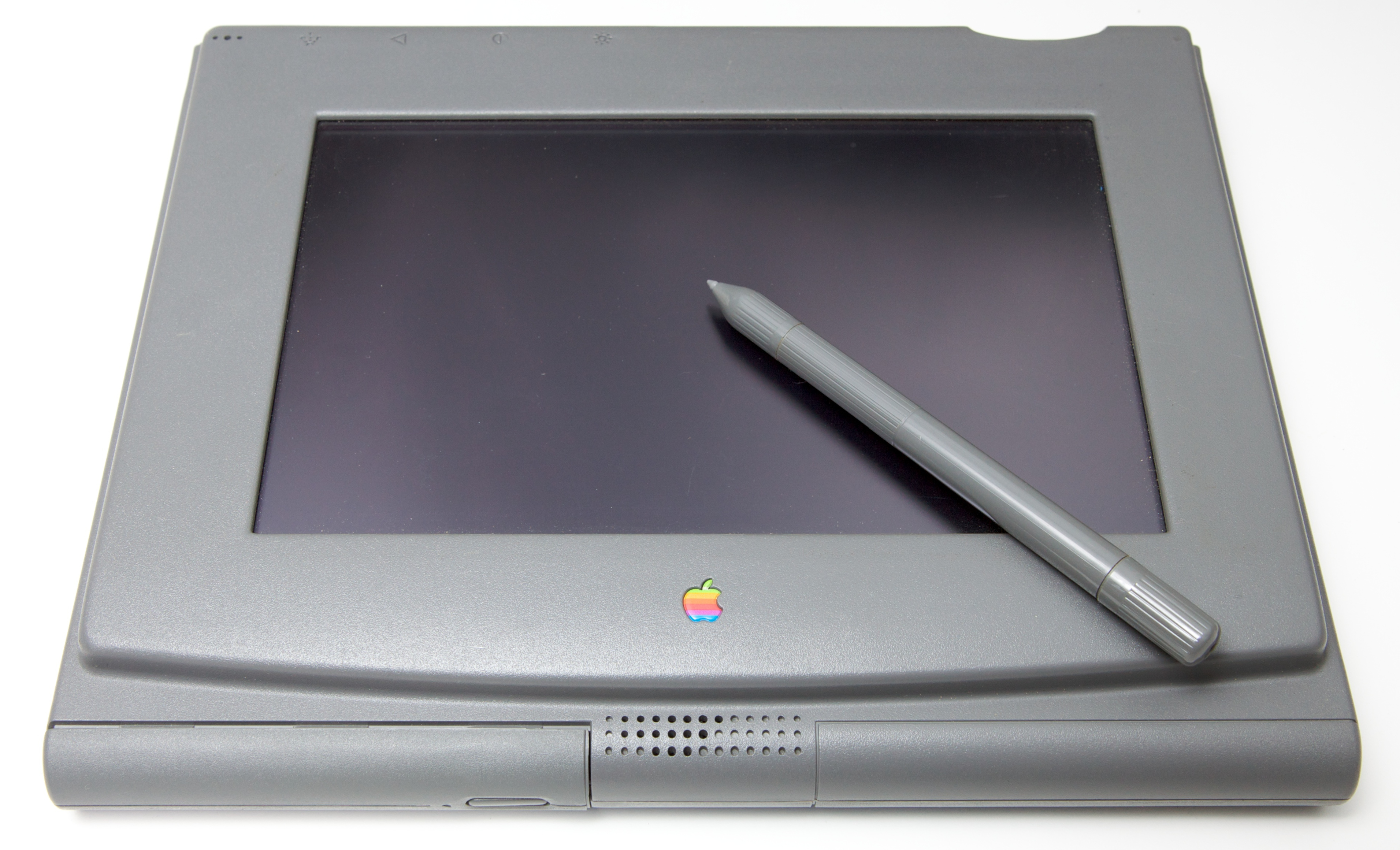
펜라이트는 1992년에 맥 OS를 태블릿에 적용하기 위해 개발된 애플의 첫 태블릿 컴퓨터 프로토타입이다. 이 프로젝트는 뉴턴을 위해 취소되었다.

저가형 소비자용 맥, 특히 LC의 성공은 고가형 기기의 판매를 잠식했다. 이를 해결하기 위해 경영진은 여러 가지 새로운 브랜드를 도입하여 동일한 기기를 다른 가격대로 다른 시장에 판매했다. 즉, 고가형 쿼드라 시리즈, 중급형 센트리스 시리즈, 소비자 시장용 퍼포마 시리즈가 그것이다. 이로 인해 너무 많은 모델 사이에 상당한 소비자 혼란이 발생했다.
1993년에 애플 II 시리즈는 단종되었다. 이는 생산 비용이 비쌌고, 회사는 여전히 저가형 매킨토시 모델의 판매를 잠식한다고 판단했다. LC 출시 후 애플은 개발자들이 애플 II 대신 매킨토시용 애플리케이션을 만들도록 장려했고, 영업 사원들에게 소비자들을 애플 II에서 매킨토시로 유도하도록 지시했다. 애플 IIe는 1993년에 단종되었다.
애플은 1990년대에 퀵테이크 디지털 카메라, 파워CD 휴대용 CD 오디오 플레이어, 스피커, 피핀 비디오 게임 콘솔, eWorld 온라인 서비스, 애플 인터랙티브 텔레비전 박스를 포함하여 여러 가지 다른 실패한 소비자 대상 제품을 실험했다. 존 스컬리의 비현실적인 시장 예측을 기반으로 한 문제성 있는 뉴턴 태블릿 사업부에 막대한 자원이 투자되었다.
이 기간 동안 마이크로소프트는 저렴한 개인용 컴퓨터에 소프트웨어를 제공하는 데 집중하면서 윈도우로 시장 점유율을 계속 높였다. 반면 애플은 정교하지만 비싼 경험을 제공하고 있었다. 애플은 높은 수익률에 의존했으며 명확한 대응책을 개발하지 않았다. 애플은 애플 리사와 유사한 GUI를 만들었다는 이유로 마이크로소프트를 고소했다. 이 소송은 몇 년 동안 이어지다가 결국 기각되었다. 주요 제품 실패와 윈도우에 대한 급격한 시장 점유율 손실로 애플의 명성은 실추되었고, 1993년 스컬리는 마이클 스핀들러로 CEO가 교체되었다.

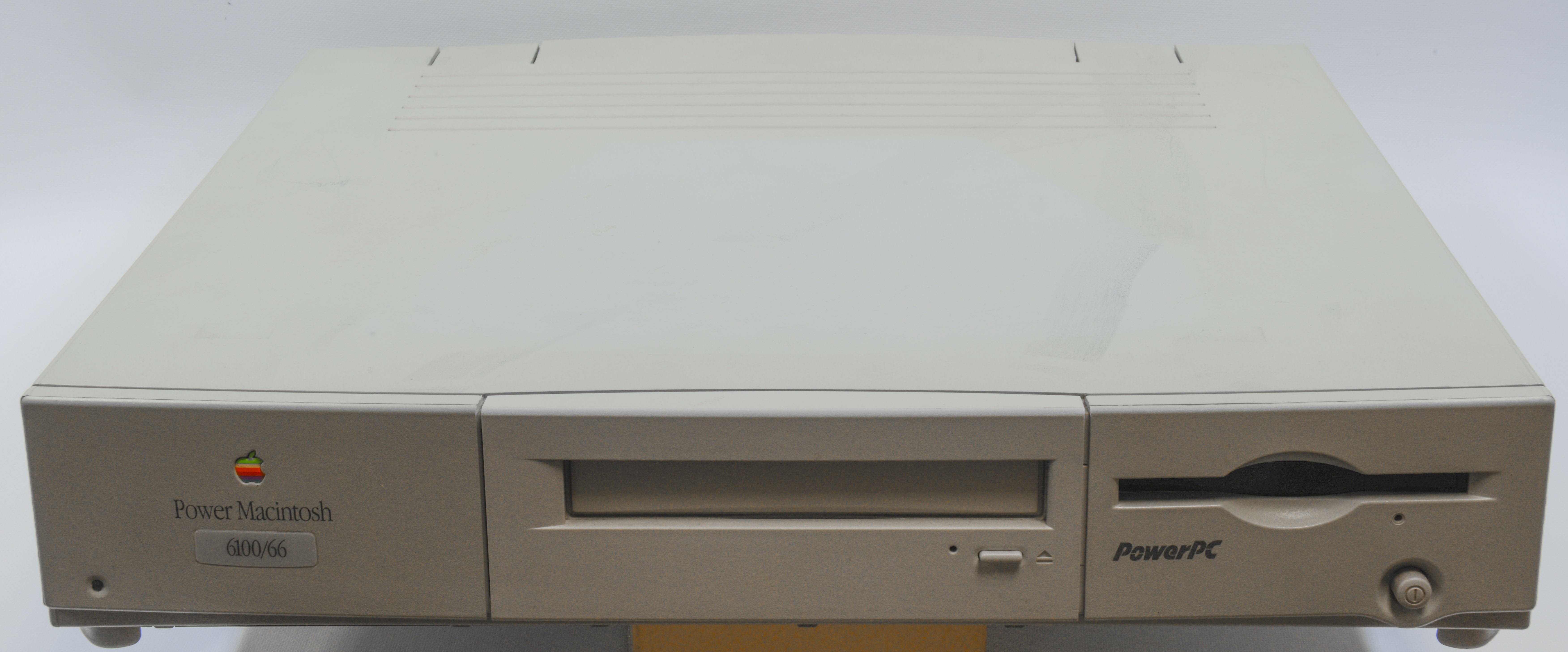
1994년에 출시된 파워 매킨토시 6100은 파워PC 프로세서로 전환한 후 애플의 첫 신형 가정용 컴퓨터 모델이었다.

스핀들러 지휘 하에 애플, IBM, 모토로라는 1994년 AIM 얼라이언스를 결성하여 IBM 및 모토로라 하드웨어와 애플 소프트웨어를 결합한 새로운 컴퓨팅 플랫폼(파워PC 레퍼런스 플랫폼 또는 PReP)을 만들었다. AIM 얼라이언스는 PReP의 성능과 애플 소프트웨어가 PC를 훨씬 앞서나가 윈도우의 지배력을 무너뜨릴 수 있기를 희망했다. 그 해 애플은 모토로라의 파워PC 프로세서를 탑재한 많은 컴퓨터 중 첫 번째인 파워 매킨토시를 선보였다.
동맹 이후 애플은 모토로라 및 다른 회사들이 매킨토시 클론을 만들 수 있도록 허용하는 아이디어를 받아들였다. 다음 2년 동안 75개의 서로 다른 매킨토시 클론 모델이 출시되었다. 그러나 1996년까지 애플 경영진은 클론이 수익률이 가장 높은 자사 고가 컴퓨터의 판매를 잠식하고 있다고 우려했다.
1996년 스핀들러는 기업 재활 전문가로 명성이 있는 길 아멜리오가 CEO로 교체되었다. 아멜리오는 대규모 해고와 비용 절감을 포함한 광범위한 변화를 단행했다.
이 시기는 또한 매킨토시 운영 체제(MacOS)를 현대화하려는 수많은 실패한 시도로 특징지어진다. 원래 매킨토시 운영 체제(시스템 1)는 멀티태스킹(여러 애플리케이션을 동시에 실행)을 위해 만들어지지 않았다. 회사는 협업 멀티태스킹을 시스템 5에 도입하여 이를 수정하려고 했지만, 여전히 더 현대적인 접근 방식이 필요하다고 결정했다. 이로 인해 1988년의 핑크 프로젝트, 같은 해의 A/UX, 1994년의 코플랜드가 생겨났고, 1996년에는 BeOS 구매를 평가했다. 장루이 가세 전 애플 임원이었던 CEO가 1억 2500만 달러의 애플 제안에 비해 3억 달러를 요구하면서 Be와의 협상이 교착 상태에 빠졌다. 파산 직전의 애플 이사회는 NeXTSTEP을 선호하여 1996년 말 NeXT를 4억 달러에 인수하고 스티브 잡스를 유지했다.

### 1997년–2007년: 수익성 회복
NeXT 인수는 1997년 2월 9일에 완료되었고, 이사회는 잡스를 애플의 고문으로 다시 불러들였다. 1997년 7월 9일, 잡스는 이사회 쿠데타를 일으켜 아멜리오가 3년간 최저 주가와 막대한 재정 손실을 기록한 후 사임하게 되었다. 이사회는 잡스를 임시 CEO로 임명했고, 그는 즉시 제품 라인업을 검토했다. 잡스는 70%의 모델을 취소하여 3,000개의 일자리를 없애고 컴퓨터 제품의 핵심만 남겼다.
다음 달인 1997년 8월, 스티브 잡스는 마이크로소프트를 설득하여 애플에 1억 5천만 달러를 투자하고 맥 소프트웨어 개발을 계속하기로 약속했다. 이는 최근 미국 법무부와의 반경쟁적 관행에 대한 합의를 본 마이크로소프트에게 "반독점 보험 정책"으로 간주되었다. 그 무렵 잡스는 애플의 내부 라이브러리와 아카이브를 스탠퍼드 대학교에 기증하여 과거보다는 현재와 미래에 더 집중하도록 했다. 그는 맥 클론 계약을 종료했고 1997년 9월 가장 큰 클론 제조업체인 파워 컴퓨팅을 인수했다. 1997년 11월 10일, 애플 스토어 웹사이트가 출시되었는데, 이는 PC 제조업체 델의 성공과 유사한 새로운 주문 제작 제조 모델과 연계되었다. 이러한 움직임은 잡스에게 성공을 가져다주었다. CEO로서 첫 해 말에 회사는 3억 9백만 달러의 이익을 기록했다.
1998년 5월 6일, 애플은 원래 매킨토시를 연상시키는 새로운 올인원 컴퓨터인 아이맥을 선보였다. 아이맥은 출시 5개월 만에 80만 대가 판매될 정도로 큰 성공을 거두었으며, 3+1⁄2-인치 디스켓과 같은 레거시 기술을 버리고 USB 커넥터를 조기 채택했으며, 이더넷과 다이얼업 모뎀을 통해 인터넷 연결(아이맥의 "i")이 사전 설치되어 산업에 큰 변화를 가져왔다. 아이맥의 눈에 띄는 물방울 모양과 반투명 재료는 아멜리오가 고용했고 잡스와 10년 이상 애플의 제품 디자인을 재구성하기 위해 협력한 조너선 아이브가 디자인했다.
약 1년 후인 1999년 7월 21일, 애플은 아이북이라는 소비자용 노트북을 출시했다. 이는 전문가를 위한 파워 매킨토시 G3 데스크톱과 파워북 G3 노트북의 정제된 버전, 그리고 소비자를 위한 아이맥 데스크톱과 아이북 노트북이라는 네 가지 제품만을 생산하려는 잡스의 전략을 완성했다. 잡스는 작은 제품 라인업이 품질과 혁신에 더 집중할 수 있게 했다고 말했다.
그 무렵 애플은 전문가와 소비자를 위한 디지털 미디어 제작 소프트웨어 포트폴리오를 만들기 위해 수많은 인수를 완료했다. 애플은 1999년 4월 파이널 컷 프로로 출시된 매크로미디어의 Key Grip 디지털 비디오 편집 소프트웨어 프로젝트를 인수했다. Key Grip의 개발은 또한 1999년 10월 애플의 소비자용 비디오 편집 제품인 아이무비 출시로 이어졌다. 애플은 2000년 4월 DVD 오소링 소프트웨어 DVDirector를 개발한 독일 회사 아스타르테를 인수했으며, 애플은 이를 전문가 지향의 DVD 스튜디오 프로로 재포장하고 그 기술을 재사용하여 소비자 시장을 위한 아이DVD를 만들었다. 2000년, 애플은 카사디 & 그린으로부터 사운드잼 MP 오디오 플레이어 소프트웨어를 구매했다. 애플은 이 프로그램을 아이튠즈로 이름을 바꾸고 사용자 인터페이스를 단순화하며 CD 굽기 기능을 추가했다.

2001년에 애플은 세 가지 발표로 방향을 바꿨다. 첫째, 2001년 3월 24일, 애플은 새로운 현대 운영 체제인 Mac OS X 출시를 발표했다. 이는 1990년대 초의 수많은 실패한 시도와 수년간의 개발 끝에 이루어졌다. Mac OS X는 NeXTSTEP, OpenStep, BSD 유닉스를 기반으로 하여 유닉스의 안정성, 신뢰성, 보안성과 전면 개편된 사용자 인터페이스의 사용 편의성을 결합했다. 둘째, 2001년 5월, 버지니아와 캘리포니아에 첫 두 애플 스토어 소매점이 문을 열어 회사 제품에 대한 개선된 프레젠테이션을 제공했다. 당시 많은 사람들은 이 상점들이 실패할 것이라고 추측했지만, 이 상점들은 매우 성공적이었고, 전 세계적으로 500개 이상의 상점 중 첫 번째가 되었다. 셋째, 2001년 10월 23일, 아이팟 휴대용 디지털 오디오 플레이어가 데뷔했다. 이 제품은 2001년 11월 10일에 처음 판매되었으며, 6년 이내에 1억 대 이상이 판매될 정도로 엄청난 성공을 거두었다.

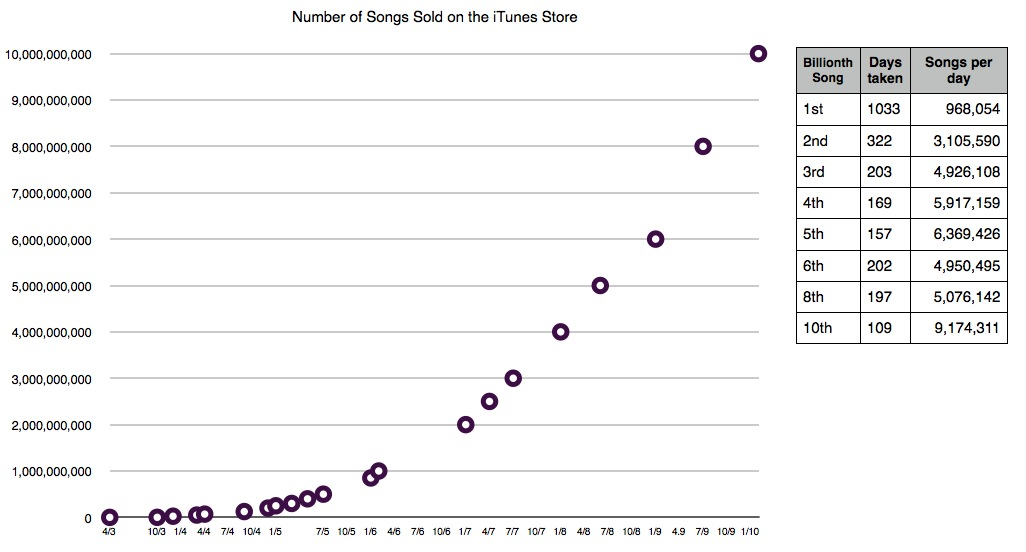
아이튠즈 스토어는 합법적인 음악 다운로드 산업을 형성하는 데 큰 성공을 거두었다. 차트는 2003년부터 2010년까지 판매된 노래 수를 보여준다.

2003년, 아이튠즈 스토어는 노래당 99센트의 음악 다운로드와 아이팟 통합 기능을 제공하며 출시되었다. 이 스토어는 빠르게 온라인 음악 서비스 시장의 선두 주자가 되었으며, 2008년 6월 19일까지 50억 건 이상의 다운로드를 기록했다. 2년 후, 아이튠즈 스토어는 세계 최대의 음악 소매업체가 되었다.
2002년, 애플은 고급 디지털 영상합성 애플리케이션인 셰이크를 위해 낫띵 리얼을, 그리고 음악 생산성 애플리케이션인 로직을 위해 이매직을 인수했다. 이매직 인수로 애플은 음악 소프트웨어 회사를 소유한 최초의 컴퓨터 제조업체가 되었다. 이 인수에 이어 애플의 소비자 수준 개러지밴드 애플리케이션이 개발되었다. 그 해 아이포토가 출시되면서 아이라이프 스위트가 완성되었다.

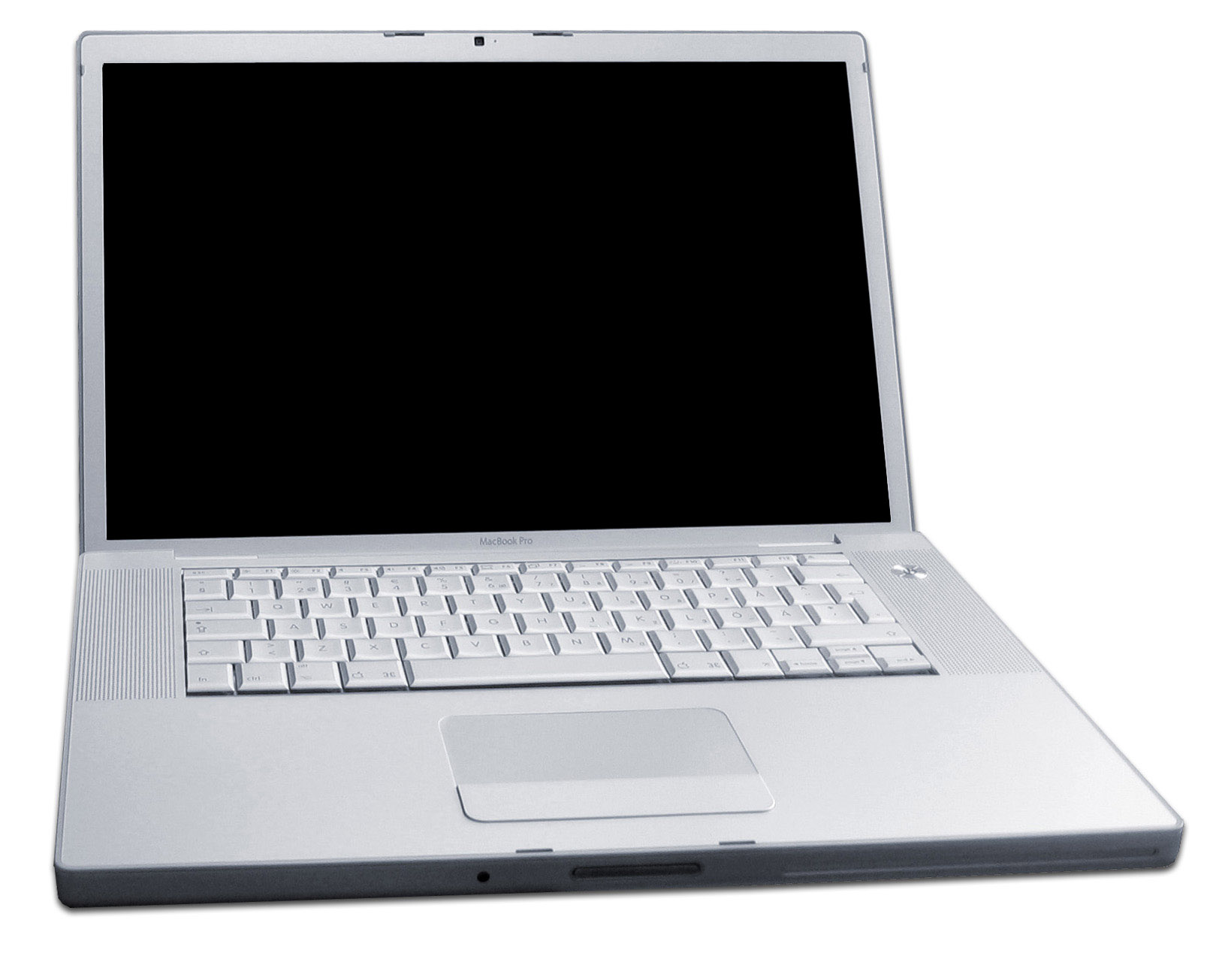
맥북 프로는 2006년에 출시된 인텔 마이크로프로세서를 탑재한 애플의 첫 노트북 컴퓨터이다.

2005년 6월 6일 세계 개발자 회의 기조연설에서 잡스는 애플이 파워PC 프로세서에서 벗어나 2006년에 맥이 인텔 프로세서로 전환될 것이라고 발표했다. 2006년 1월 10일, 새로운 맥북 프로와 아이맥은 인텔의 코어 듀오 CPU를 사용한 최초의 애플 컴퓨터가 되었다. 2006년 8월 7일까지 애플은 발표보다 1년 이상 일찍 전체 맥 제품 라인에 인텔 칩으로 전환했다. 파워 맥, 아이북, 파워북 브랜드는 전환 기간 동안 단종되었고, 맥 프로, 맥북, 맥북 프로가 각각의 후속 모델이 되었다. 애플은 또한 2006년에 부트 캠프를 도입하여 사용자들이 맥 OS X와 함께 윈도우 XP 또는 윈도우 비스타를 인텔 맥에 설치할 수 있도록 도왔다.
이 기간 동안 애플의 성공은 주가에서 분명히 드러났다. 2003년 초부터 2006년까지 애플 주가는 10배 이상 증가하여 (분할 조정 후) 주당 약 6달러에서 80달러 이상으로 올랐다. 2006년 1월 애플이 델의 시가총액을 넘어섰을 때, 잡스는 애플 직원들에게 델의 CEO인 마이클 델이 자신의 말을 주워 먹어야 한다고 이메일을 보냈다. 9년 전, 델은 자신이 애플을 운영했다면 "폐쇄하고 주주들에게 돈을 돌려줄 것"이라고 말했었다.

### 2007년–2011년: 모바일 기기의 성공

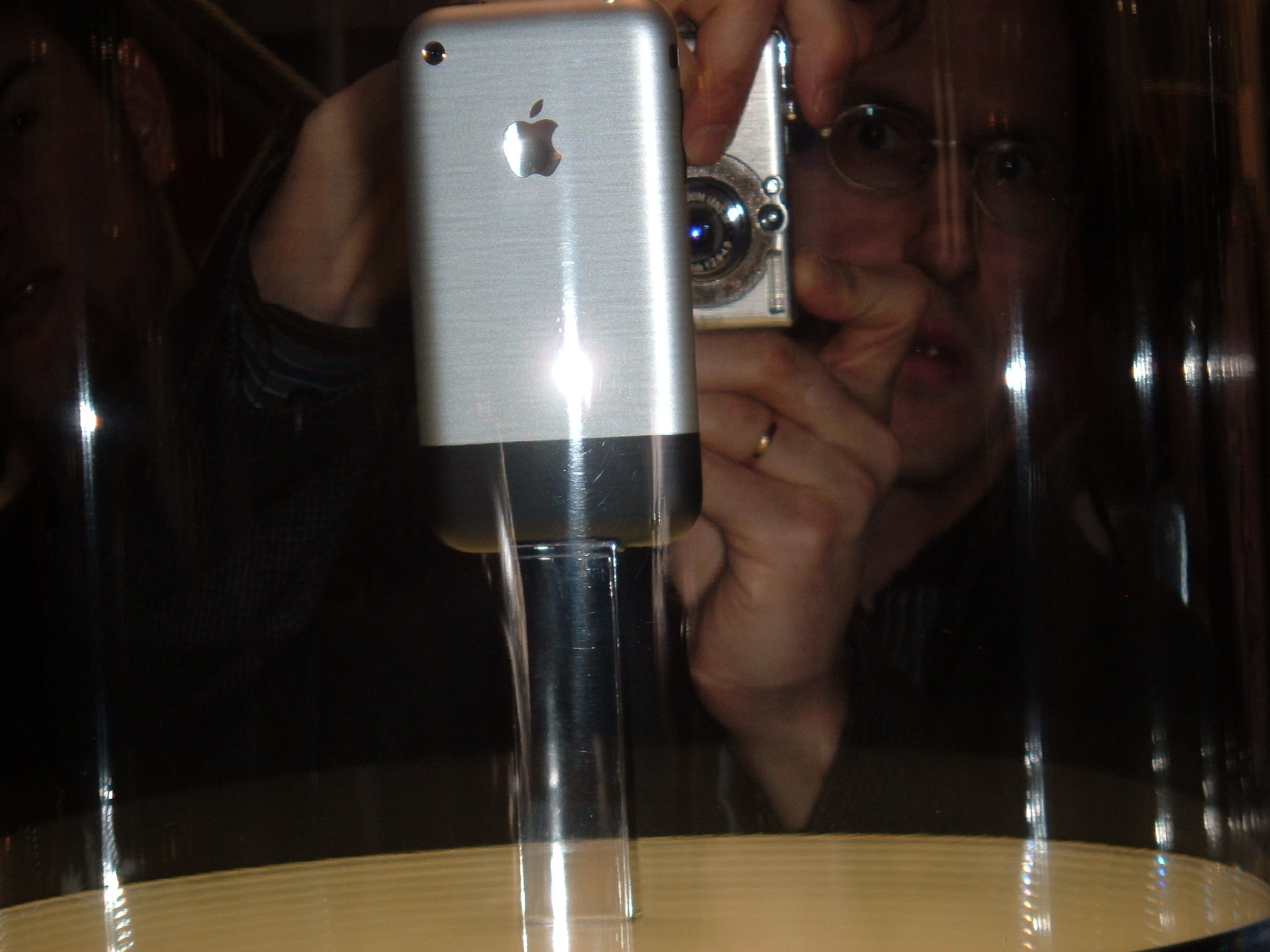
새롭게 발표된 1세대 아이폰이 2007년 맥월드 엑스포에 전시되었다.

2007년 1월 9일 맥월드 엑스포 기조연설에서 잡스는 회사의 초점이 컴퓨터에서 소비자 가전으로 확대되었기 때문에 애플 컴퓨터 주식회사를 애플 주식회사로 이름을 변경한다고 발표했다. 이 행사에서는 아이폰과 애플 TV도 발표되었다. 회사는 판매 시작 30시간 만에 27만 대의 1세대 아이폰을 판매했으며, 이 기기는 "산업의 판도를 바꾼다"는 평가를 받았다.
2007년 2월 6일 애플 웹사이트에 게시된 글에서 잡스는 애플이 디지털 권리 관리 없이 아이튠즈 스토어에서 음악을 판매할 의향이 있으며, 레코드 레이블이 기술 사용을 포기하는 데 동의하면 서드파티 플레이어에서 트랙을 재생할 수 있도록 할 것이라고 썼다. 2007년 4월 2일, 애플과 EMI는 2007년 5월부터 아이튠즈 스토어에서 EMI 카탈로그의 DRM 기술을 제거할 것이라고 공동 발표했다. 다른 레코드 레이블들도 결국 동의했고, 애플은 2009년 1월에 페어플레이 DRM 없이 아이튠즈 스토어의 모든 노래를 이용할 수 있다고 발표했다.
2008년 7월, 애플은 아이폰과 아이팟 터치용 서드파티 애플리케이션을 판매하는 앱 스토어를 출시했다. 한 달 만에 스토어는 6천만 건의 애플리케이션을 판매했으며, 일일 평균 매출은 1백만 달러를 기록했다. 잡스는 2008년 8월에 앱 스토어가 애플에게 10억 달러 규모의 사업이 될 수 있다고 추측했다. 2008년 10월까지 애플은 아이폰의 인기로 인해 세계에서 세 번째로 큰 모바일 핸드셋 공급업체가 되었다.

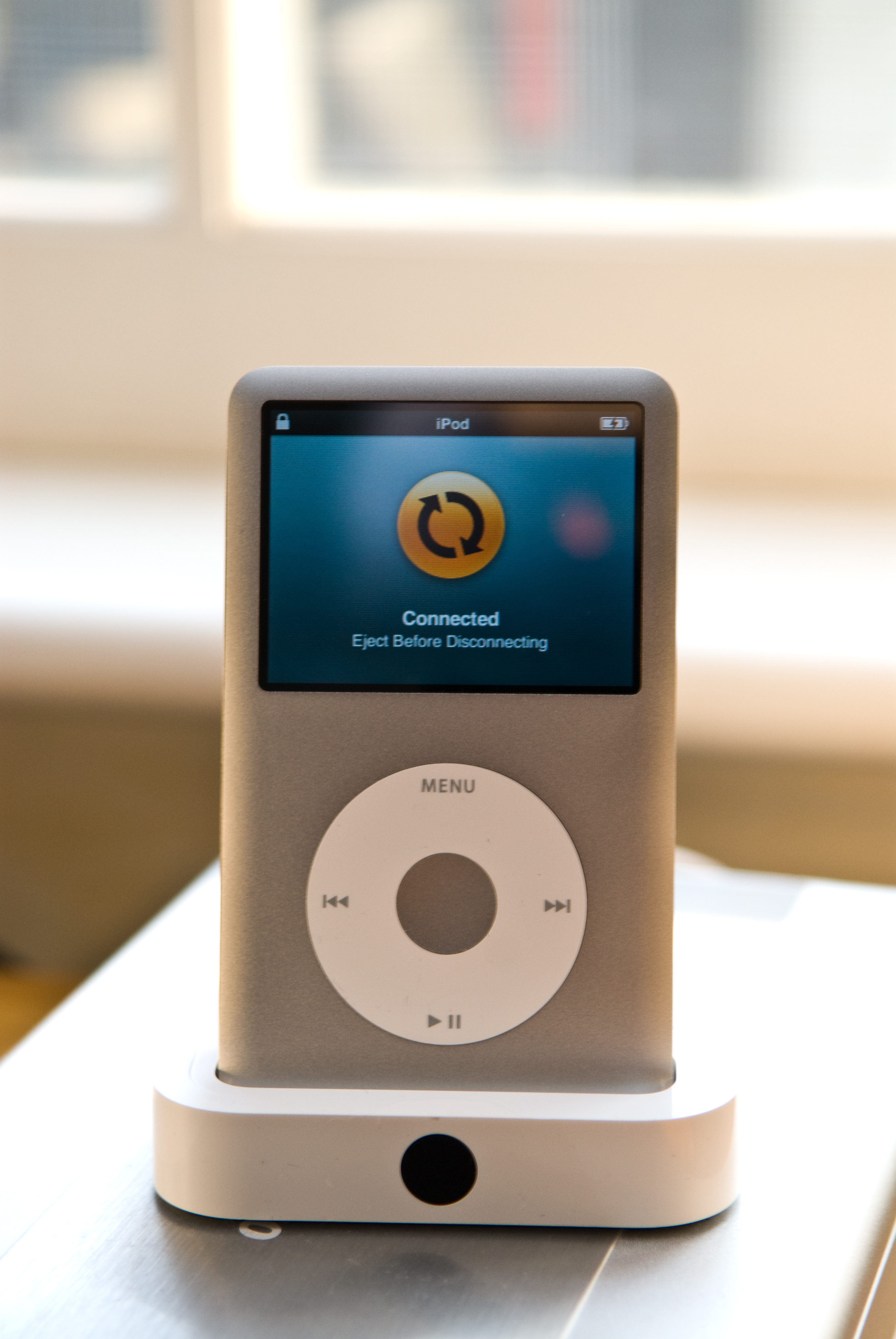
아이팟 클래식이 도킹 스테이션에 도킹된 모습; 애플은 다른 제조업체와 협력하여 목적에 맞게 제작된 "Made for iPod" 도킹 스테이션을 구현했다.

2009년 1월 14일, 잡스는 내부 메모를 통해 2009년 6월 말까지 애플에서 6개월간의 휴직을 가질 것이며, 이 기간 동안 자신의 건강에 집중할 것이라고 발표했다. 이 이메일에서 잡스는 "내 개인 건강에 대한 호기심은 나와 내 가족뿐만 아니라 애플의 다른 모든 사람들에게도 방해가 되고 있다"고 말하며, 이 휴식이 회사로 하여금 "비범한 제품을 제공하는 데 집중할 수 있도록 할 것"이라고 설명했다. 잡스의 부재에도 불구하고 애플은 경기 침체 기간 동안 매출 81억 6천만 달러, 이익 12억 1천만 달러를 기록하며 최고의 비휴가 분기(2009년 1분기)를 기록했다.
수년간의 추측과 여러 번의 소문난 "유출" 끝에 애플은 2010년 1월 27일 아이패드로 알려진 대형 화면, 태블릿 형태의 미디어 기기를 공개했다. 아이패드는 아이폰과 동일한 터치 기반 운영 체제를 실행했으며, 모든 아이폰 앱은 아이패드와 호환되었다. 이는 아이패드가 출시 전에 개발 시간이 거의 없었음에도 불구하고 출시 시점에 방대한 앱 카탈로그를 가질 수 있게 했다. 그 해 4월 3일, 아이패드는 미국에서 출시되었다. 첫날 30만 대 이상, 첫 주 말까지 50만 대가 판매되었다. 2010년 5월, 애플의 시가총액은 1989년 이후 처음으로 경쟁사인 마이크로소프트의 시가총액을 넘어섰다.
2010년 6월, 애플은 아이폰 4를 출시했다. 이 제품은 페이스타임을 이용한 화상 통화, 다중작업, 그리고 휴대폰의 안테나 시스템 역할을 하는 노출된 스테인리스강 프레임의 새로운 디자인을 선보였다. 그 해 말, 애플은 아이팟 라인을 다시 업데이트하여 멀티터치 아이팟 나노, 페이스타임을 탑재한 아이팟 터치, 그리고 이전 세대의 클릭 휠 버튼을 다시 가져온 아이팟 셔플을 선보였다. 또한 영화 및 쇼 대여를 허용하는 더 작고 저렴한 2세대 애플 TV도 선보였다.
2011년 1월 17일, 잡스는 애플 내부 메모를 통해 건강에 집중하기 위해 무기한 의료 휴직을 가질 것이라고 발표했다. 팀 쿡 COO는 잡스의 일상 업무를 맡았지만, 잡스는 "주요 전략적 결정"에는 계속 참여할 것이었다. 애플은 세계에서 가장 가치 있는 소비자 대면 브랜드가 되었다. 2011년 6월, 잡스는 놀랍게도 무대에 올라 아이클라우드를 공개했는데, 이는 애플의 이전 콘텐츠 동기화 시도였던 모바일미를 대체하는 음악, 사진, 파일, 소프트웨어용 온라인 저장 및 동기화 서비스였다. 이것은 잡스가 사망하기 전에 참석한 마지막 제품 출시가 될 것이었다.
2011년 8월 24일, 잡스는 애플 CEO직에서 사임했다. 그의 자리는 쿡이 대신했고 잡스는 애플의 회장이 되었다. 당시 애플에는 회장이 없었고 대신 두 명의 공동 주도 이사(앤드리아 정과 아서 D. 레빈슨)가 있었는데 잡스 사망 후 11월에 레빈슨이 이사회 회장으로 교체될 때까지 그 직함을 유지했다.

### 2011년–현재: 잡스 시대 이후, 팀 쿡
2011년 10월 5일, 스티브 잡스가 사망하면서 애플의 한 시대가 막을 내렸다. 애플의 다음 주요 제품 발표는 2012년 1월 19일에 있었는데, 애플의 필 실러가 뉴욕시에서 iOS용 아이북스 텍스트북과 Mac OS X용 iBook Author를 선보였다. 잡스는 스티브 잡스 전기에서 교과서 산업과 교육을 재창조하고 싶다고 밝혔다.
2011년부터 2012년까지 애플은 아이폰 4S와 아이폰 5를 출시했는데, 이 제품들에는 향상된 카메라, Siri라는 이름의 지능형 소프트웨어 비서, 그리고 아이클라우드를 통한 클라우드 동기화 데이터가 특징이었다. 3세대 및 4세대 아이패드는 레티나 디스플레이를 특징으로 했고, 그리고 아이패드 미니는 아이패드의 9.7인치 화면과 대조적으로 7.9인치 화면을 특징으로 했다. 이러한 출시들은 성공적이었고, 아이폰 5 (2012년 9월 21일 출시)는 200만 건 이상의 사전 주문을 기록하며 애플의 가장 큰 아이폰 출시가 되었고, 아이패드 미니와 4세대 아이패드 (2012년 11월 3일 출시) 출시 이후 3일 만에 3백만 대의 아이패드가 판매되었다. 애플은 또한 레티나 디스플레이를 탑재한 3세대 13인치 맥북 프로와 새로운 아이맥 및 맥 미니 컴퓨터를 출시했다.
2012년 8월 20일, 애플의 주가 상승으로 회사의 시가총액은 당시 최고 기록인 6,240억 달러에 달했다. 이는 이전에 1999년 마이크로소프트가 세운 비인플레이션 조정 시가총액 기록을 넘어선 것이었다. 2012년 8월 24일, 미국 배심원단은 지식 재산권 소송에서 삼성에 애플에 10억 5천만 달러(6억 6천5백만 파운드)의 손해배상을 지불해야 한다고 판결했다. 삼성은 손해배상금에 대해 항소했고, 이는 4억 5천만 달러 감소되었으며 삼성의 새로운 재판 요청도 받아들여졌다. 2012년 11월 10일, 애플은 양사 간의 현재 및 미래 특허에 대한 10년 라이선스 계약을 통해 이날까지 애플과 HTC 간의 모든 기존 소송을 기각하는 글로벌 합의를 확인했다. 애플은 HTC와의 이 거래로 연간 US$280억 달러를 벌어들일 것으로 예상된다.
2014년 5월, 애플은 닥터 드레와 지미 아이오빈의 오디오 회사 비츠 일렉트로닉스(비츠 바이 닥터 드레 헤드폰 및 스피커 제품 생산, 비츠 뮤직 음악 스트리밍 서비스 운영)를 US$3억 달러에 인수하고, 애플의 소매점과 리셀러를 통해 제품을 판매할 의사를 확인했다. 아이오빈은 비츠가 애플의 "문화와 기술을 결합하는 타의 추종을 불허하는 능력"을 모델로 삼았기 때문에 항상 애플에 "속해 있었다"고 믿었다. 이 인수는 애플 역사상 가장 큰 구매였다.

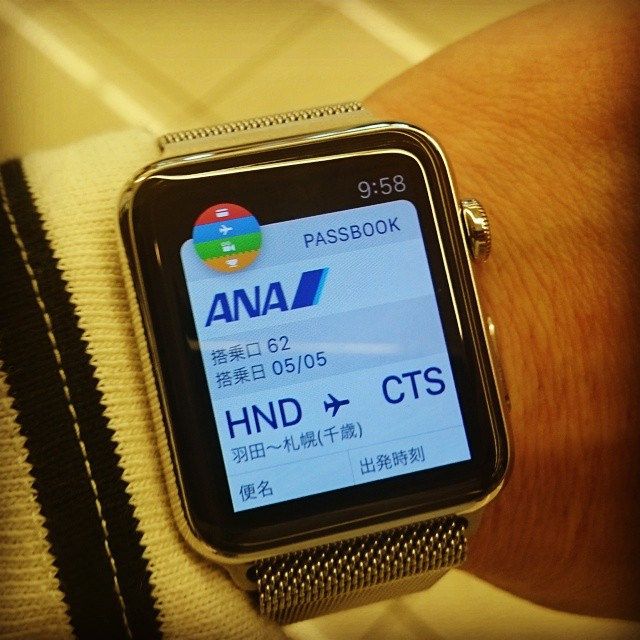
1세대 애플 워치 (2015년)

2014년 9월 9일 언론 행사에서 애플은 애플 워치라는 스마트워치를 선보였다. 처음에는 애플이 이 기기를 패션 액세서리이자 아이폰의 보완재로 마케팅했는데, 사람들이 스마트폰을 덜 보게 할 것이라고 말했다. 시간이 지남에 따라 회사는 전문 활동 추적기와 경쟁하기 위해 워치의 건강 및 피트니스 지향 기능을 개발하는 데 집중했다. 2016년 1월, 애플은 전 세계적으로 10억 대 이상의 애플 기기가 활성화 상태에 있다고 발표했다.
2016년 6월 6일, 포춘은 매출액 기준 기업 순위인 포춘 500을 발표했다. 2015년 회계연도에 애플은 최고 기술 기업으로 선정되었다. 총 2,330억 달러의 매출로 전체 3위를 기록했다. 이는 전년도 순위에서 두 단계 상승한 것이다.
2017년 6월, 애플은 소노스, 구글 홈, 아마존 에코와 경쟁하기 위한 스마트 스피커인 홈팟을 발표했다. 그 해 말, 테크크런치는 애플이 음악, TV, 영화 및 광고 인식 전문 회사로 WWDC에서 제품을 선보인 샤잠을 인수하고 있다고 보도했다. 인수는 며칠 후 확인되었는데, 애플은 4억 달러를 지불한 것으로 알려졌으며, 언론 보도에 따르면 이번 인수는 애플 뮤직 스트리밍 서비스를 강화할 데이터와 도구를 확보하기 위한 움직임으로 보였다. 이 구매는 2018년 9월 유럽 연합의 승인을 받았다.
또한 2017년 6월, 애플은 제이미 얼리히트와 잭 반 앰버그를 새로 설립된 전 세계 비디오 사업부의 책임자로 임명했다. 2017년 11월, 애플은 오리지널 대본 프로그램 분야로 진출한다고 발표했다. 제니퍼 애니스턴과 리즈 위더스푼이 주연하는 드라마 시리즈와 스티븐 스필버그가 참여하는 어메이징 스토리 앤솔로지 시리즈의 리부트가 그것이다. 2018년 6월, 애플은 미국 작가 조합의 기본 최소 계약에 서명하고 오프라 윈프리와 다년간 콘텐츠 파트너십을 체결했다. 오리지널 시리즈에 대한 추가 파트너십으로는 세서미 워크숍과 DHX 미디어 및 그 자회사 피너츠 월드와이드가 있으며, 오리지널 영화 제작을 위한 A24와의 파트너십도 있다.
2017년 9월 애플 스페셜 이벤트에서 에어파워 무선 충전기가 아이폰 X, 아이폰 8, 워치 시리즈 3와 함께 발표되었다. 에어파워는 여러 기기를 동시에 무선 충전할 수 있도록 고안되었다. 처음에는 2018년 초에 출시될 예정이었으나, 에어파워는 2019년 3월에 취소되었고, 이는 쿡의 리더십 하에 기기 취소된 첫 사례가 되었다. 2020년 8월 19일, 애플의 주가는 잠시 467.77달러를 넘어서며 미국 기업 중 최초로 시가총액 US$2조 달러를 기록했다.

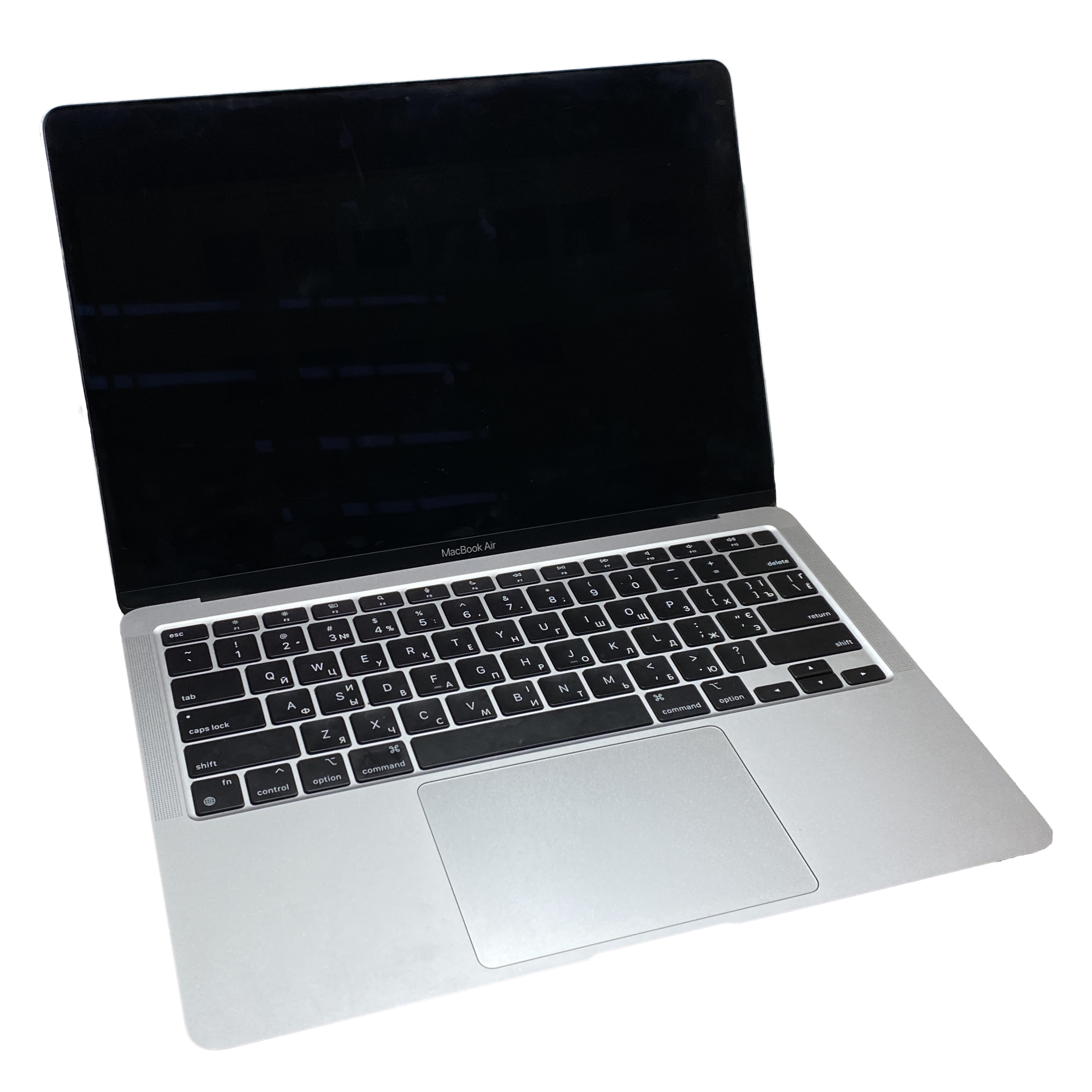
맥북 에어 M1 (2020), 인텔 x86에서 ARM 프로세서로 전환한 후 애플의 첫 노트북 컴퓨터

2020년 6월 22일 연례 WWDC 기조연설에서 애플은 인텔 프로세서에서 벗어나 맥이 자체 개발 프로세서로 전환될 것이라고 발표했다. 이 발표는 업계 분석가들에게 예상되었으며, 애플 프로세서가 탑재된 맥이 기존 인텔 기반 모델보다 성능이 크게 향상될 수 있다는 점이 주목되었다. 2020년 11월 10일, 맥북 에어, 맥북 프로, 맥 미니는 애플이 설계한 프로세서인 애플 M1을 탑재한 최초의 맥이 되었다.
2022년 4월, 삼성전기가 LG이노텍 대신 애플의 M2 칩 개발에 협력할 것이라고 보도되었다. 개발자 로그에 따르면 4가지 M2 칩이 탑재된 최소 9가지 맥 모델이 테스트되고 있었다.
월스트리트 저널은 애플이 자체 칩을 개발하려는 노력이 코로나19 범유행 기간 동안 발생한 반도체 부족에 대처하는 데 더 잘 대비하게 했으며, 이는 수익성 증가로 이어져 2020년과 2021년에 M1 기반 맥 컴퓨터 판매가 급증했다고 보도했다. 또한 이는 테슬라, 아마존, 메타 플랫폼스와 같은 다른 회사들도 유사한 길을 추구하도록 영감을 주었다.
2022년 4월, 애플은 미국 내 모든 사람들이 특정 최신 아이폰의 수리 매뉴얼을 보고 교체 부품을 주문할 수 있는 온라인 스토어를 열었지만, 이 방법과 공식 수리 간의 비용 차이는 미미할 것으로 예상된다.
2022년 5월, 2017년에 처음 언급되었던 가상 및 증강 현실 헤드셋용으로 알려진 운영 체제인 RealityOS에 대한 상표가 출원되었다. 블룸버그에 따르면, 이 헤드셋은 2023년에 출시될 수 있다. 추가적인 내부 보고서에 따르면 이 장치는 결제 확인 및 계정 로그인에 홍채 인식을 사용한다. 2023년 6월, 애플은 새로운 비전OS 운영 체제를 실행하는 첫 번째 혼합 현실 헤드셋인 애플 비전 프로를 공식적으로 발표했다. 이 헤드셋은 다음 해 2월에 출시되었다.
2022년 6월 18일, 메릴랜드 타우슨의 애플 스토어는 미국에서 처음으로 국제 기계공 항공우주 노동자 협회에 가입하기로 직원들이 투표하면서 노동조합을 결성했다.
2022년 7월 7일, 애플은 이전 페가수스 폭로에 대한 대응으로 macOS 13과 iOS 16에 잠금 모드를 추가했다. 이 모드는 고위험 사용자가 표적 제로데이 악성코드로부터 보안 보호를 강화한다.
애플은 2023년 3월에 애플 지갑 사용자들을 위한 선구매 후지불 서비스인 '애플 페이 레이터(Apple Pay Later)'를 출시했다. 이 프로그램은 사용자들이 50달러에서 1,000달러 사이의 대출을 신청하여 온라인 또는 앱 내 구매를 하고, 이자나 수수료 없이 6주 동안 4회 할부로 상환할 수 있도록 한다.
2023년 11월, 애플은 미국 법무부 사건에서 미국 시민을 고용하는 데 차별했다는 주장에 대해 2,500만 달러의 합의에 동의했다. 애플은 온라인에 게시되지 않은 일자리를 만들고 서류 제출을 요구했으며, 이는 PERM 모집의 일환으로 외국인 노동자에게 광고되었다.
2024년 1월, 애플은 3월 7일부터 시행되는 앱 스토어 및 기타 서비스에 대한 주요 변경 사항을 통해 유럽 연합의 경쟁법을 준수할 것이라고 발표했다. 이를 통해 27개국 블록의 iOS 사용자는 대체 앱 스토어 및 앱 내 대체 결제 방법을 사용할 수 있게 된다. 또한 사파리에 크롬 또는 파이어폭스와 같은 대체 브라우저를 다운로드할 수 있는 메뉴가 추가된다.
2024년 6월, 애플은 온디바이스 인공지능 기능을 통합하기 위해 애플 인텔리전스를 선보였다.
2024년 11월 1일, 애플은 아이폰 및 맥용 이미지 편집 애플리케이션으로 유명한 픽셀메이터를 인수했다고 발표했다. 애플은 이전에 제품 출시 행사에서 픽셀메이터 앱을 선보였으며, 2018년에는 머신러닝과 AI의 혁신적인 활용으로 픽셀메이터 프로를 맥 앱 오브 더 이어로 선정하기도 했다. 발표에서 픽셀메이터는 인수 후 기존 앱에 큰 변화는 없을 것이라고 밝혔다.
2024년 12월 31일, 캘리포니아주 오클랜드 연방 법원에 예비 합의가 제출되었는데, 이 합의는 애플이 의도치 않은 Siri 활성화를 통해 사적인 대화를 불법적으로 녹음하고 이를 광고주를 포함한 제3자에게 공유했다고 주장했다. 애플은 Siri 비서가 사용자 개인 정보 보호를 침해했다는 이 소송을 해결하기 위해 9,500만 달러의 현금 합의에 동의했다. 애플은 어떠한 잘못도 부인했지만, 소송을 합의했으며, 영향을 받은 사용자는 기기당 최대 20달러를 청구할 수 있다. 변호사들은 합의금에서 2,850만 달러의 수수료를 요구했다.

## 제품
회사가 설립된 이래 2000년대 초까지 애플은 주로 컴퓨터를 판매했으며, 이는 1980년대 중반부터 매킨토시로 판매되었다. 그 이후로 회사는 제품 카테고리를 확장하여 현재는 단종된 아이팟 (2001년)을 시작으로 아이폰 (2007년)과 아이패드 (2010년)와 같은 다양한 휴대용 장치를 포함하게 되었다. 애플은 또한 애플 워치, 애플 TV, 에어팟, 홈팟, 애플 비전 프로와 같은 "웨어러블, 홈 및 액세서리"로 분류되는 여러 다른 제품도 판매한다.
애플 기기는 다른 애플 제품과 함께 사용될 때 응집력 있는 생태계를 형성한다고 칭찬받았지만, 경쟁 기기와 함께 사용될 때는 제대로 작동하지 않거나 기능이 적다는 비판을 받았다. 대신 애플이 의도한 대로 작동하려면 종종 애플의 독점 기능, 소프트웨어 및 서비스에 의존하는데, 이러한 접근 방식은 종종 "닫힌 생태계"로 묘사된다. 2023년 기준으로 전 세계적으로 20억 대 이상의 애플 기기가 활성 상태에 있다.

### 맥
매킨토시의 약자이며 1999년까지 공식 명칭이었던 맥은 애플의 독점 macOS 운영 체제를 사용하는 개인용 컴퓨터 라인이다. 개인용 컴퓨터는 애플의 원래 사업 라인이었지만, 2024년 말 현재 회사 매출의 약 8%만을 차지한다.
현재 생산 중인 맥 컴퓨터 제품군은 6가지가 있다.
- 아이맥: 1998년에 출시된 소비자용 올인원 데스크톱 컴퓨터.
- 맥 미니: 2005년에 출시된 소비자용 서브 데스크톱 컴퓨터.
- 맥북 프로: 2006년에 출시된 전문가용 노트북.
- 맥 프로: 2006년에 출시된 전문가용 워크스테이션.
- 맥북 에어: 2008년에 출시된 소비자용 초박형 노트북.
- 맥 스튜디오: 2022년에 출시된 전문가용 소형 폼 팩터 워크스테이션.

종종 닫힌 생태계로 묘사되는 맥은 애플 실리콘 칩을 사용하고, macOS 운영 체제를 실행하며, 사파리 웹 브라우저, 가정용 영화 편집을 위한 아이무비, 음악 제작을 위한 개러지밴드, 아이워크 생산성 스위트와 같은 애플 소프트웨어를 포함한다. 애플은 또한 비디오 제작을 위한 파이널 컷 프로, 음악가 및 프로듀서를 위한 로직 프로, 소프트웨어 개발자를 위한 엑스코드와 같은 프로 앱도 판매한다. 애플은 또한 프로 디스플레이 XDR, 애플 스튜디오 디스플레이, 매직 마우스, 매직 트랙패드, 매직 키보드를 포함한 다양한 맥용 액세서리를 판매한다.

### 아이폰

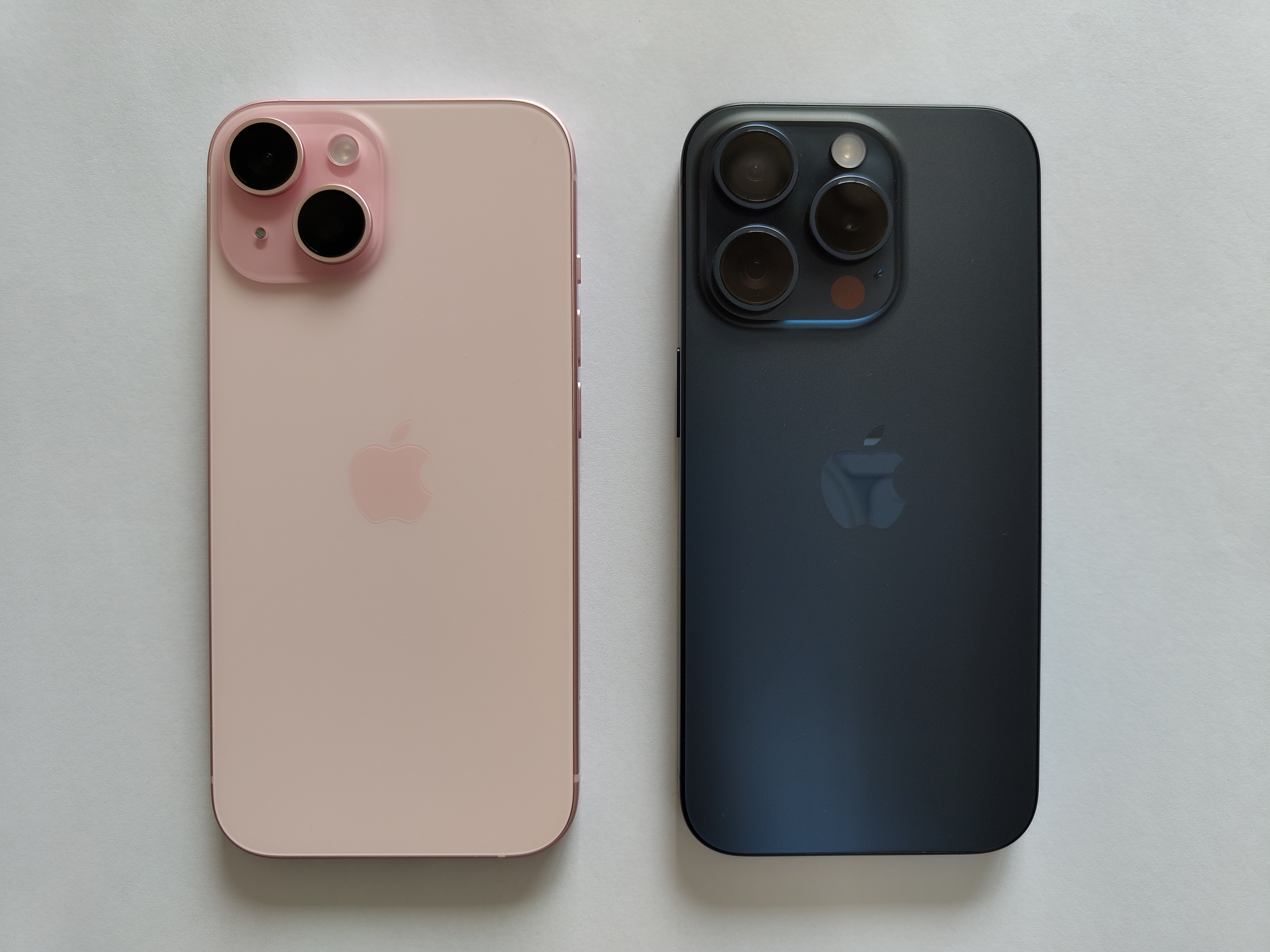
아이폰 15 (왼쪽) 및 아이폰 15 프로 (오른쪽)

아이폰은 iOS 운영 체제를 실행하는 애플의 스마트폰 라인이다. 첫 아이폰은 2007년 1월 9일 스티브 잡스에 의해 공개되었다. 그 이후로 매년 새로운 아이폰 모델이 출시되었다. 출시 당시, 멀티터치 스크린은 모바일 폰 산업에 "혁명적"이고 "판도를 바꾼" 것으로 묘사되었다. 이 기기는 앱 경제를 창출한 공로를 인정받았다.
iOS는 안드로이드와 함께 세계의 두 가지 주요 스마트폰 플랫폼 중 하나이다. 아이폰은 회사에 막대한 이익을 가져다주었으며, 애플이 세계에서 가장 가치 있는 상장 기업 중 하나가 되는 데 기여했다. 2024년 말 현재, 아이폰은 회사 매출의 거의 절반(49%)을 차지한다.

### 아이패드
아이패드는 iPadOS를 실행하는 애플의 태블릿 라인이다. 1세대 아이패드는 2010년 1월 27일에 발표되었다. 아이패드는 주로 멀티미디어 소비, 예술 작품 창작, 문서 작업, 화상 회의, 게임 플레이를 위해 판매된다. 아이패드 라인업은 여러 기본 아이패드 모델과 더 작은 아이패드 미니, 업그레이드된 아이패드 에어, 고급 아이패드 프로로 구성된다. 애플은 아이패드의 성능을 꾸준히 개선하여 아이패드 프로는 맥과 동일한 M1 및 M2 칩을 채택했지만, 아이패드는 여전히 제한된 OS로 인해 비판을 받고 있다.
2020년 9월 현재, 애플은 5억 대 이상의 아이패드를 판매했지만, 판매는 2013년에 정점에 달했다. 아이패드는 2020년 2분기 기준으로 여전히 가장 인기 있는 태블릿 컴퓨터이며, 2024년 말 현재 회사 매출의 7%를 차지한다. 애플은 애플 펜슬, 스마트 키보드, 스마트 키보드 폴리오, 매직 키보드 및 여러 어댑터를 포함한 여러 아이패드 액세서리를 판매한다.

### 기타 제품
애플은 "웨어러블, 홈 및 액세서리"로 분류되는 여러 다른 제품을 만든다. 이 제품에는 에어팟 무선 헤드폰 라인, 애플 TV 디지털 미디어 플레이어, 애플 워치 스마트워치, 비츠 헤드폰, 홈팟 스마트 스피커, 애플 비전 프로 혼합 현실 헤드셋이 포함된다. 2024년 말 현재, 이 광범위한 제품 라인은 회사 매출의 약 10%를 차지한다.

### 서비스
애플은 앱 스토어 및 애플 뉴스 앱의 광고, 애플케어 연장 보증 플랜, 아이클라우드+ 클라우드 기반 데이터 저장 서비스, 애플 카드 신용 카드 및 애플 페이 결제 플랫폼을 통한 결제 서비스, 애플 북스, 애플 피트니스+, 애플 뮤직, 애플 뉴스+, 애플 TV+ 및 아이튠즈 스토어를 포함한 다양한 서비스를 제공한다. 2024년 말 현재 서비스는 회사 매출의 약 26%를 차지한다. 2019년, 애플은 서비스 매출을 확대하기 위해 집중적인 노력을 기울일 것이라고 발표했다.

## 마케팅

### 브랜딩

애플의 첫 공식 로고는 1977년부터 1998년까지 사용되었다.

스티브 잡스에 따르면, 이 회사의 이름은 과일주의 식단을 따르던 중 사과 농장을 방문하면서 영감을 받았다고 한다. 애플의 첫 로고는 론 웨인이 디자인했으며, 사과나무 아래에 앉아 있는 아이작 뉴턴 경을 묘사한다. 이 로고는 곧바로 롭 야노프의 "무지개 애플"로 대체되었는데, 이는 한 입 베어 먹은 무지개색 사과의 익숙한 실루엣이다. 이 로고는 앨런 튜링에 대한 헌사로, 베어 문 자국은 그의 자살 방식을 나타낸다고 잘못 알려져 있다.
1999년 8월 27일, 애플은 공식적으로 무지개색 디자인을 버리고 이전 무지개색 로고와 거의 동일한 형태의 단색 로고를 사용하기 시작했다. 1998년부터 2003년까지 아쿠아 테마의 단색 로고가 사용되었고, 2007년부터 2013년까지는 유리 테마의 로고가 사용되었다.
애플 전도사들은 한때 회사에서 활발하게 활동했지만, 이는 이미 현상이 확고히 자리 잡은 후였다. 애플 전도사 가이 카와사키는 브랜드 광신주의를 "우연히 발견된 것"이라고 불렀고, 아이브는 2014년에 "사람들은 애플 제품과 믿을 수 없을 정도로 개인적인 관계를 맺고 있다"고 주장했다.
포춘지는 2008년 애플을 미국에서 가장 존경받는 기업으로 선정했으며, 2008년부터 2012년까지는 전 세계에서 가장 존경받는 기업으로 선정했다. 2013년 9월 30일, 애플은 옴니콤 그룹의 "세계 최고의 브랜드" 보고서에서 코카콜라를 제치고 세계에서 가장 가치 있는 브랜드가 되었다. 보스턴 컨설팅 그룹은 2005년 이래 매년 애플을 세계에서 가장 혁신적인 브랜드로 선정했다. 2021년 1월 현재, 16억 5천만 개의 애플 제품이 활발히 사용되고 있다. 2023년 2월, 이 숫자는 20억 개를 넘어섰다. 2023년, 세계 지식 재산권 기구 (WIPO)의 마드리드 연례 보고서는 2023년에 제출된 마드리드 의정서에 따라 제출된 애플의 상표 출원 건수를 세계 10위(74건의 상표)로 평가했다.
애플은 2024년 포춘 500 목록에서 세계 3위 기업으로 선정되었다.

### 광고
애플의 첫 슬로건인 "사과를 깨물다(Byte into an Apple)"는 1970년대 후반에 만들어졌다. 1997년부터 2002년까지 "Think different"라는 슬로건이 광고 캠페인에 사용되었으며, 여전히 애플과 밀접하게 연관되어 있다. 애플은 또한 특정 제품 라인에 대한 슬로건을 가지고 있다. 예를 들어, 1998년에는 아이맥 홍보를 위해 "iThink, therefore iMac"이 사용되었고, 아이폰 광고에는 "Say hello to iPhone"이 사용되었다. "Hello"는 또한 원래의 매킨토시, 뉴턴, 아이맥 ("hello (again)"), 아이팟을 소개하는 데 사용되었다.
1984년 1984 슈퍼볼 광고로 매킨토시를 처음 선보인 이후, 그리고 더 현대적인 Get a Mac 광고에 이르기까지 애플은 제품의 효과적인 광고 및 마케팅 노력으로 인정받아 왔다. 그러나 이후 캠페인에서 제기된 주장은 비판을 받았으며, 특히 2005년 파워 맥 광고가 그러했다. 애플의 제품 광고는 눈에 띄는 그래픽과 귀에 쏙쏙 들어오는 음악으로 인해 상당한 주목을 받았다. 애플 광고에 곡이 포함되어 유명세를 얻은 음악가로는 캐나다 가수 파이스트의 "1234"와 야엘 나임의 "뉴 소울"이 있다.

### 매장

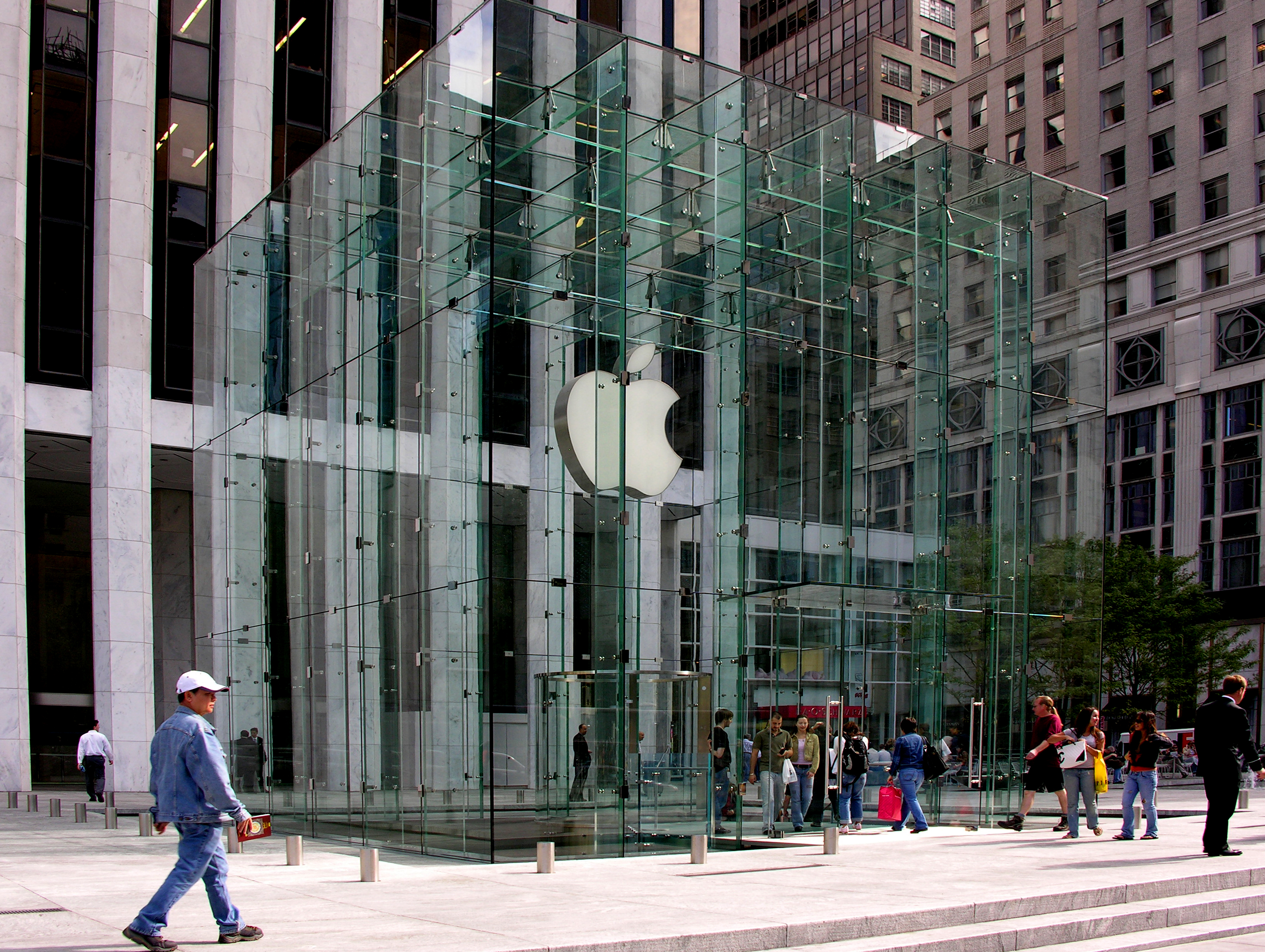
애플 피프스 애비뉴는 뉴욕시의 플래그십 스토어이다.

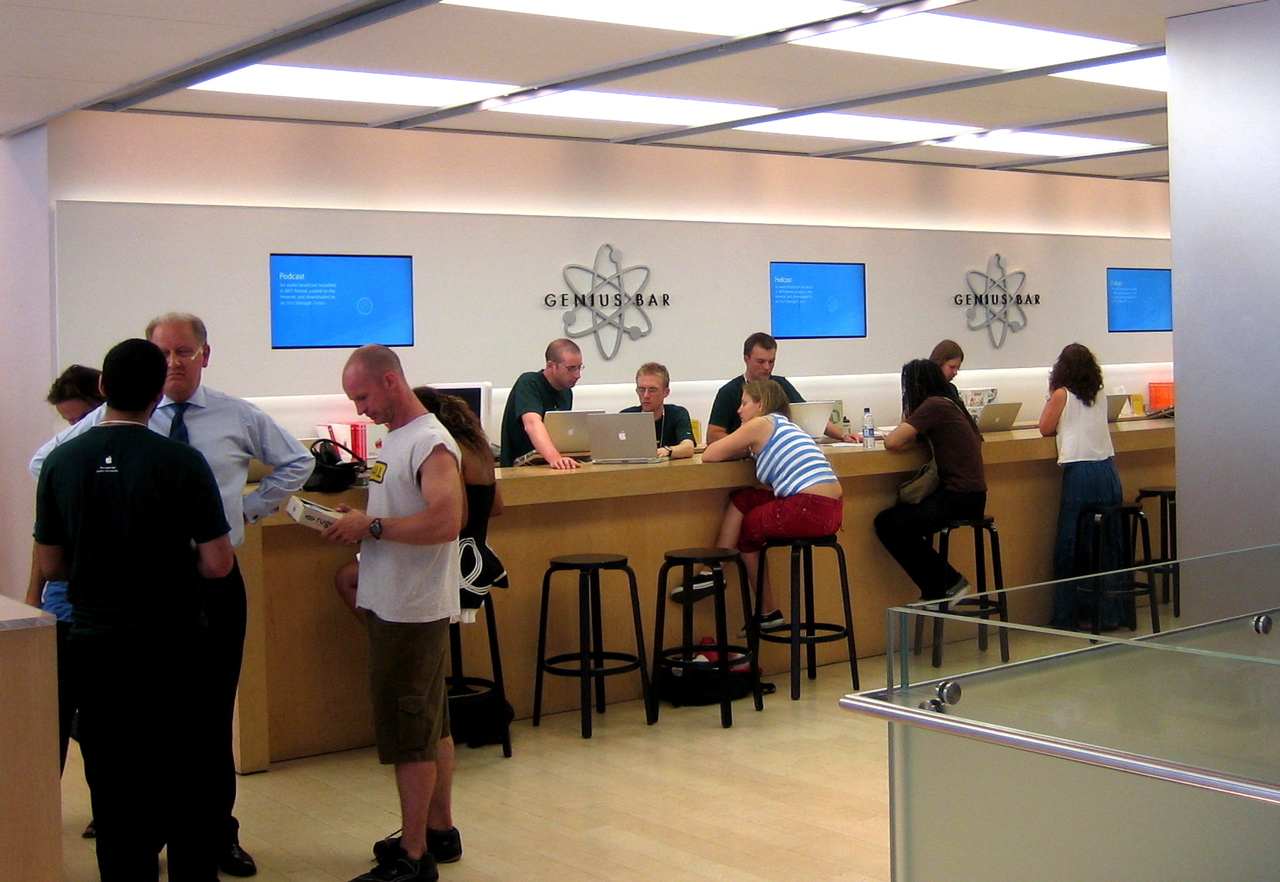
2006년 런던 리젠트가의 애플 매장 지니어스 바를 방문한 고객들.

첫 번째 애플 스토어는 당시 CEO 스티브 잡스에 의해 2001년 5월에 두 곳이 개장되었다. 이는 수년간 샵인샵 개념을 시도했지만 실패한 후였다. 회사의 제품을 개선된 형태로 소매점에서 선보일 필요성을 느낀 그는 1997년에 소매 프로그램을 개편하여 소비자와의 관계를 개선하려는 노력을 시작했고, 2000년에 론 존슨을 고용했다. 잡스는 1997년에 애플의 온라인 스토어를 다시 열었고, 2001년에는 첫 두 실제 매장을 열었다. 언론은 처음에 애플이 실패할 것이라고 추측했지만, 이 매장들은 큰 성공을 거두며 주변 경쟁 매장의 매출을 뛰어넘었고, 3년 이내에 연간 매출 10억 미국 달러를 달성하여 역사상 가장 빠르게 이를 달성한 소매업체가 되었다.
수년 동안 애플은 소매점의 수와 지리적 범위를 확장하여 2017년 12월 현재 전 세계 22개국에 499개의 매장을 운영하고 있다. 강력한 제품 판매는 애플을 최상위 소매점 중 하나로 만들었으며, 2011년 전 세계 매출은 160억 달러를 넘어섰다. 애플 스토어는 2016년 5월부터 대대적인 재설계 기간을 거쳤다. 이 재설계에는 개방형 공간과 브랜드가 변경된 방과 같은 애플 스토어의 물리적 변화와 소비자와 전문가 간의 상호 작용을 촉진하기 위한 기능 변화가 포함되었다.
많은 애플 스토어는 쇼핑몰 내에 위치하고 있지만, 애플은 눈에 띄는 위치에 여러 개의 독립형 "플래그십" 스토어를 건설했다. 애플은 자사 매장의 디자인 및 건설, 특히 유리 계단 및 큐브 사용에 대해 디자인 특허를 획득하고 건축상을 수상했다. 애플 스토어의 성공은 다른 소비자 가전 소매업체에 상당한 영향을 미쳤는데, 이들은 애플 스토어의 서비스 및 제품 품질이 더 높다고 인식되어 매출, 통제력 및 이익을 잃었다. 브랜드의 인기 때문에 애플은 많은 수의 입사 지원을 받는데, 그 중 상당수는 젊은 구직자들로부터 온다. 애플 스토어 직원은 평균 이상의 임금을 받고, 교육 및 의료비 지원을 받으며, 제품 할인 혜택을 받지만, 경력 발전 기회는 제한적이거나 없다.

### 시장 지배력
2020년 3월 16일, 프랑스는 애플에 11억 유로의 벌금을 부과했는데, 이는 두 도매업체와 공모하여 독립 리셀러를 방해하고 가격을 높게 유지함으로써 경쟁을 억압했다는 이유에서였다. 이 합의는 프랑스 소매 시장의 약 절반에 해당하는 아이패드 및 개인용 컴퓨터와 같은 애플 제품에 대한 가격을 일치시켰다. 프랑스 규제 당국에 따르면, 이러한 남용은 2005년부터 2017년 사이에 발생했지만, 2012년 독립 리셀러인 eBizcuss의 불만 제기 후 처음으로 발견되었다.
2020년 8월 13일, 인기 게임 포트나이트 제작사인 에픽게임즈는 포트나이트가 애플과 구글의 앱 스토어에서 삭제된 후 애플과 구글을 모두 고소했다. 이 소송은 애플과 구글이 게임이 애플과 구글이 부과한 수수료를 우회하는 직접 결제 시스템을 도입하자 게임을 차단한 후 제기되었다. 2020년 9월, 에픽게임즈는 다른 13개 회사와 함께 앱 공정성 연합을 설립했으며, 이는 앱 스토어에 앱을 포함시키는 데 더 나은 조건을 목표로 한다. 나중에 2020년 12월, 페이스북은 애플에 대한 법적 소송에서 에픽을 돕기로 합의했으며, 에픽에 자료와 문서를 제공하여 회사를 지원할 계획이었다. 그러나 페이스북은 소송에 직접 참여하지는 않겠지만, 2021년 재판과 관련된 증거 발견을 도울 것이라고 밝혔다. 합의 전 몇 달 동안 페이스북은 유료 앱 가격과 개인 정보 보호 규칙 변경과 관련하여 애플과 갈등을 겪고 있었다. 페이스북의 광고 제품 책임자인 댄 레비는 2020년 12월에 여러 신문에 게재된 전면 광고에 대해 "이것은 그들에게 개인 정보 보호에 관한 것이 아니라, 개인 맞춤형 광고에 대한 공격이며 소기업 소유주에게 미칠 결과에 관한 것"이라고 말했다.

### 개인정보 보호

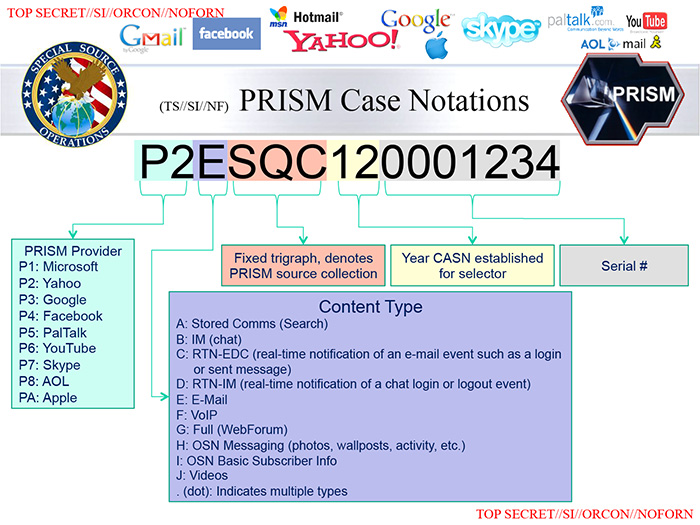
프리즘은 NSA가 페이스북, 애플과 같은 회사로부터 사용자 데이터를 수집하는 비밀 감시 프로그램이다.

애플은 공개적으로 개인 정보 보호 입장을 취하며, 개인 정보 보호 중심 기능을 적극적으로 구현하고 이를 컨퍼런스, 홍보 캠페인 및 대중 이미지의 일부로 삼았다. 2014년 iOS 8 모바일 운영 체제를 출시하면서 애플은 사용자 암호를 통해 iOS 기기의 모든 내용을 암호화하기 시작했고, 당시에는 법 집행 기관의 정보 요청에 고객 데이터를 제공하는 것이 불가능했다. 클라우드 스토리지 솔루션의 인기가 높아지면서 애플은 2016년에 사용자의 로컬 기기 사진에서 얼굴 데이터를 딥 러닝 스캔하고, 그 내용을 암호화한 후 애플의 아이클라우드 스토리지 시스템에 업로드하는 기술을 시작했다. 또한 애플은 "차등 개인 정보 보호"를 도입했는데, 이는 많은 사용자로부터 크라우드소싱 데이터를 수집하면서도 개별 사용자의 익명성을 유지하는 시스템으로, 와이어드는 이를 "그룹에 대해 가능한 한 많이 배우면서 그룹 내 개별 구성원에 대해서는 가능한 한 적게 배우려는 시도"라고 설명했다. 사용자는 참여 여부를 명시적으로 요청받으며, 적극적으로 옵트인 또는 옵트아웃할 수 있다.
그러나 애플은 사용자 기기의 아이클라우드 백업을 제공하여 형사 수사에 법 집행 기관을 지원했으며, 또한 회사의 개인 정보 보호에 대한 약속은 최신 아이폰 모델에 생체인식 인증 기술을 홍보하려는 노력으로 인해 의문시되었는데, 이는 미국에서 암호와 동일한 수준의 헌법적 개인 정보 보호를 제공하지 않기 때문이다.
애플이 iOS 14 업데이트를 출시하면서, 아이폰, 아이패드, 아이팟 터치 애플리케이션 개발자들은 아이폰 사용자에게 추적 허용 여부를 직접 물어보도록 요구했다. "앱 추적 투명성"이라고 불리는 이 기능은 페이스북으로부터 큰 비판을 받았는데, 페이스북의 주요 사업 모델은 사용자 데이터를 추적하고 광고주와 공유하여 사용자가 더 관련성 높은 광고를 볼 수 있도록 하는, 흔히 타겟 광고라고 알려진 기술을 중심으로 운영된다. 앱 추적 투명성에 항의하는 전면 광고를 신문에 게재하는 등 페이스북의 조치 이후, 애플은 2021년 초에 업데이트를 출시했다. 버라이즌 커뮤니케이션스 자회사인 플러리 애널리틱스의 연구에 따르면, 미국 내 iOS 사용자 중 4%만이, 전 세계적으로는 12%만이 추적에 동의했다.
iOS 15 출시 이전에 애플은 iOS 및 맥 플랫폼에서 아동 성 착취물을 퇴치하기 위한 새로운 노력을 발표했다. 미성년 아이메시지 사용자 부모에게 자녀가 나체 사진을 보내거나 받을 경우 알림이 전송될 수 있다. 또한, 아이클라우드에 업로드될 미디어에 대해 기기 내 해싱이 수행되며, 해시는 법 집행 기관이 제공한 알려진 아동 성 착취물 이미지 목록과 비교된다. 충분한 일치 항목이 발견되면 애플에 경고가 전송되고 당국에 통보된다. 이러한 새로운 기능은 법 집행 기관과 피해자 권리 옹호자들로부터 칭찬을 받았다. 그러나 전자 프런티어 재단을 포함한 개인 정보 보호 옹호자들은 이 새로운 기능이 침해적이고 권위주의 정부에 의해 남용될 가능성이 매우 높다고 비난했다.
아일랜드의 데이터 보호 위원회는 애플이 자사 플랫폼에서 타겟 광고를 통해 개인 데이터를 처리하는 방식에 대한 조사를 거쳐, 애플이 EU의 GDPR 법률을 준수했는지 여부를 조사하기 위해 개인 정보 보호 조사를 시작했다.
2019년 12월, 보안 연구원 브라이언 크렙스는 아이폰 11 프로에서 모든 개별 위치 서비스가 비활성화된 상태에서도 메인 위치 서비스 토글이 활성화되면 화면 상단에 위치 서비스 사용을 나타내는 화살표 표시가 계속 나타나는 것을 발견했다. 크렙스는 이전 모델에서는 이 동작을 재현할 수 없었고, 애플에 문의하자 애플은 "위치 서비스가 활성화되면 상태 표시줄에 위치 서비스 아이콘이 나타나는 것은 예상된 동작입니다. 이 아이콘은 설정에 전환 스위치가 없는 시스템 서비스에 대해 나타납니다."라고 답했다.
애플은 나중에 이 동작이 아이폰 11 프로부터 애플이 구현하기 시작한 초광대역 기술에 대한 특정 국가의 규정을 준수하기 위한 것이라고 더욱 명확히 설명하며, "초광대역 규정 준수 및 위치 데이터 사용 관리는 전적으로 기기 내에서 이루어지며, 애플은 사용자 위치 데이터를 수집하지 않습니다."라고 강조했다. 보안 회사인 가디언 파이어월의 임원인 윌 스트라파흐는 위치 데이터가 원격 서버로 전송되었다는 증거가 없음을 확인했다. 애플은 이 기능에 대한 새로운 토글을 추가할 것을 약속했고, 이후 iOS 개정판에서 애플은 사용자에게 제어 센터에서 위치 서비스 표시기를 탭하여 어떤 특정 서비스가 기기의 위치를 사용하고 있는지 확인할 수 있는 옵션을 제공했다.
2022년 3월 30일 블룸버그 뉴스 보도에 따르면, 애플은 위조된 문서를 사용하여 법 집행관을 사칭하는 해커들에게 전화번호, 실제 주소 및 IP 주소와 같은 데이터를 넘겨주었다. 법 집행 요청에는 때때로 실제 또는 가상의 공무원의 위조 서명이 포함되기도 했다. 이 주장에 대해 애플 대변인은 기자에게 법 집행 가이드라인에 대한 회사 정책의 한 부분을 언급하며 "우리는 모든 데이터 요청에 대해 법적 충분성을 검토하고, 고급 시스템과 프로세스를 사용하여 법 집행 요청을 검증하고 남용을 감지합니다."라고 말했다.

## 기업 경영

### 사업 동향
2024년 9월 24일에 마감된 회계연도 기준 애플의 주요 동향은 다음과 같다.
| 회계 연도 | 수익 수치                     | 수익 수치                         | 수익 수치                     | 수익 수치                           | 수익 수치                                            | 수익 수치                         | 비수익 수치                  | 비수익 수치            | Ref.    |
| 회계 연도 | 총 수익 (미국 달러 기준 10억) | 아이폰 수익 (미국 달러 기준 10억) | 맥 수익 (미국 달러 기준 10억) | 아이패드 수익 (미국 달러 기준 10억) | 웨어러블, 홈, 및 액세서리 수익 (미국 달러 기준 10억) | 서비스 수익 (미국 달러 기준 10억) | 순이익 (미국 달러 기준 10억) | 직원 수 (수천 명, FTE) | Ref.    |
| --------- | ----------------------------- | --------------------------------- | ----------------------------- | ----------------------------------- | ---------------------------------------------------- | --------------------------------- | ---------------------------- | ---------------------- | ------- |
| 2011      | 108                           | 45.9                              | 21.7                          | 19.1                                | 11.9                                                 | 9.3                               | 25.9                         | 60.4                   | [ 238 ] |
| 2012      | 156                           | 78.6                              | 23.2                          | 30.9                                | 10.7                                                 | 12.8                              | 41.7                         | 72.8                   | [ 239 ] |
| 2013      | 170                           | 91.2                              | 21.4                          | 31.9                                | 10.1                                                 | 16.0                              | 37.0                         | 80.3                   | [ 240 ] |
| 2014      | 182                           | 101                               | 24.0                          | 30.2                                | 8.3                                                  | 18.0                              | 39.5                         | 92.6                   | [ 241 ] |
| 2015      | 233                           | 155                               | 25.4                          | 23.2                                | 10.0                                                 | 19.9                              | 53.3                         | 110                    | [ 242 ] |
| 2016      | 215                           | 136                               | 22.8                          | 20.6                                | 11.1                                                 | 24.3                              | 45.6                         | 116                    | [ 243 ] |
| 2017      | 229                           | 139                               | 25.5                          | 18.8                                | 12.8                                                 | 32.7                              | 48.3                         | 123                    | [ 244 ] |
| 2018      | 265                           | 164                               | 25.1                          | 18.3                                | 17.3                                                 | 39.7                              | 59.3                         | 132                    | [ 245 ] |
| 2019      | 260                           | 142                               | 25.7                          | 21.2                                | 24.4                                                 | 46.2                              | 55.2                         | 137                    | [ 246 ] |
| 2020      | 274                           | 137                               | 28.6                          | 23.7                                | 30.6                                                 | 53.7                              | 57.4                         | 147                    | [ 247 ] |
| 2021      | 365                           | 191                               | 35.1                          | 31.8                                | 38.3                                                 | 68.4                              | 94.6                         | 154                    | [ 248 ] |
| 2022      | 394                           | 205                               | 40.1                          | 29.2                                | 41.2                                                 | 78.1                              | 99.8                         | 164                    | [ 249 ] |
| 2023      | 383                           | 200                               | 29.3                          | 28.3                                | 39.8                                                 | 85.2                              | 96.9                         | 161                    | [ 250 ] |
| 2024      | 391                           | 201                               | 29.9                          | 26.6                                | 37.0                                                 | 96.1                              | 93.7                         | 164                    | [ 251 ] |

### 리더십

#### 고위 경영진
2025년 1월 3일 기준 현재 애플의 경영진은 다음과 같다.
- 팀 쿡 (최고경영자)
- 제프 윌리엄스 (최고운영책임자)
- 케반 파레크 (수석 부사장 겸 최고재무관리자)
- 캐서린 L. 애덤스 (수석 부사장 겸 법무 총괄)
- 에디 큐 (수석 부사장 – 인터넷 소프트웨어 및 서비스)
- 크레이그 페데리히 (수석 부사장 – 소프트웨어 엔지니어링)
- 존 잔안드레아 (수석 부사장 – 머신러닝 및 AI 전략)
- 디아드레 오브라이언 (수석 부사장 – 리테일 + 인력)
- 존 터너스 (수석 부사장 – 하드웨어 엔지니어링)
- 그렉 조스위악 (수석 부사장 – 전 세계 마케팅)
- 사비 칸 (수석 부사장 – 운영)

#### 이사회
2023년 1월 20일 기준 현재 애플의 이사회 구성은 다음과 같다.
- 아서 D. 레빈슨 (회장)
- 팀 쿡 (집행 이사 겸 CEO)
- 제임스 A. 벨
- 앨릭스 고스키
- 앤드리아 정
- 모니카 로자노
- 로널드 슈거
- 수잔 와그너

#### 이전 CEO
1. 마이클 스콧 (1977년~1981년)
2. 마이크 마쿨라 (1981년~1983년)
3. 존 스컬리 (1983년~1993년)
4. 마이클 스핀들러 (1993년~1996년)
5. 길 아멜리오 (1996년~1997년)
6. 스티브 잡스 (1997년~2011년)

### 소유권
2024년 12월 30일 기준 현재 애플의 최대 주주는 다음과 같다.
- 뱅가드 그룹 (1,400,000,000 주, 9.29%)
- 블랙록 (1,120,000,0000 주, 7.48%)
- 스테이트 스트리트 코퍼레이션 (595,500,000 주, 3.96%)
- 피델리티 인베스트먼트 (341,640,000 주, 2.27%)
- 지오드 캐피탈 매니지먼트 (340,160,000 주, 2.26%)
- 버크셔 해서웨이 (300,000,000 주, 2.00%)
- 모건 스탠리 (238,260,000 주, 1.59%)
- 티. 로우 프라이스 (220,110,000 주, 1.47%)
- 노르웨이 중앙은행 (187,160,000 주, 1.25%)
- JP모건 체이스 (183,010,000 주, 1.22%)

### 기업 문화

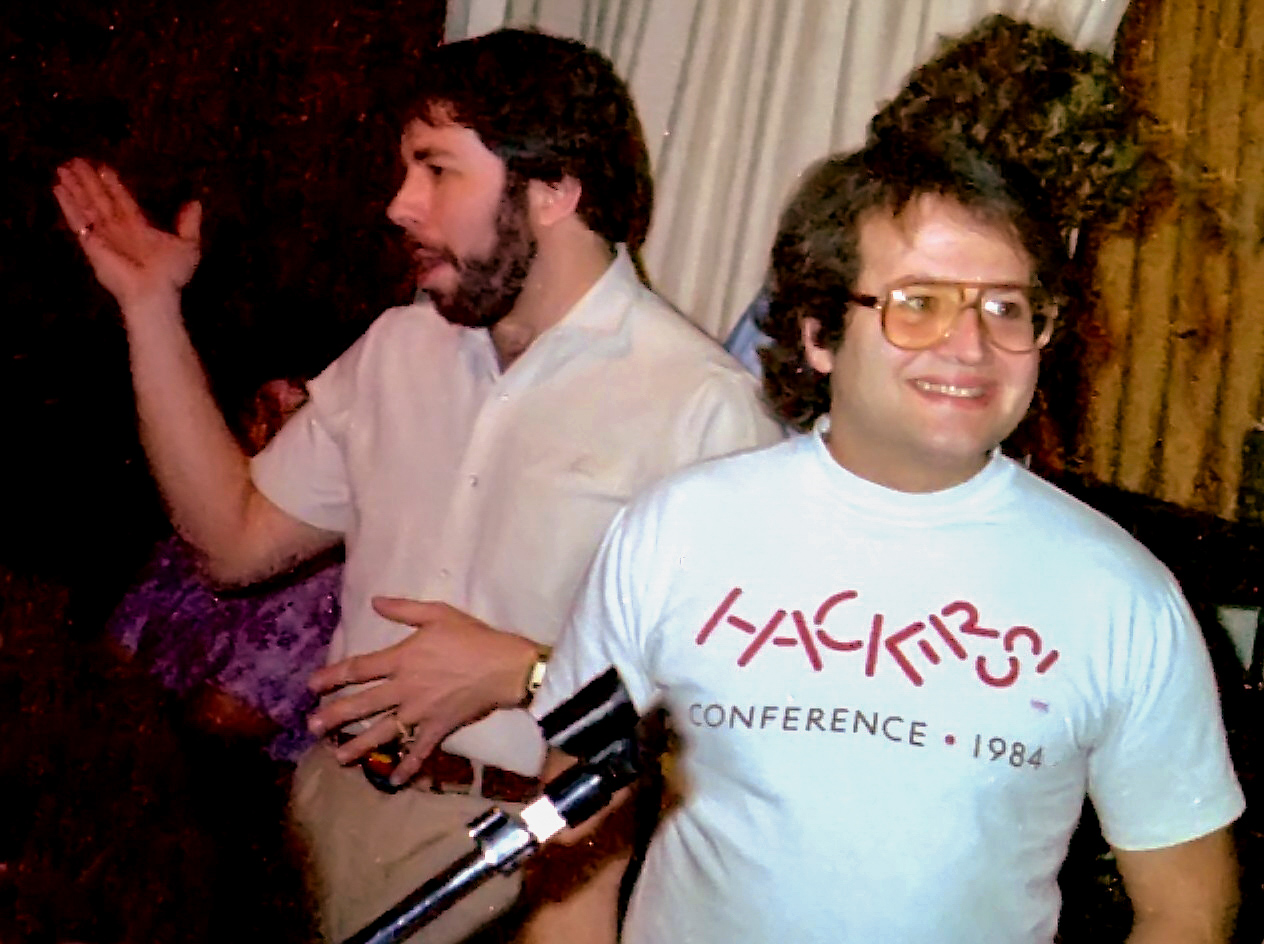
공동 설립자 스티브 워즈니악과 매킨토시 엔지니어 앤디 헤르츠펠트는 1985년 Apple 사용자 그룹 연결 클럽에 참석했다.

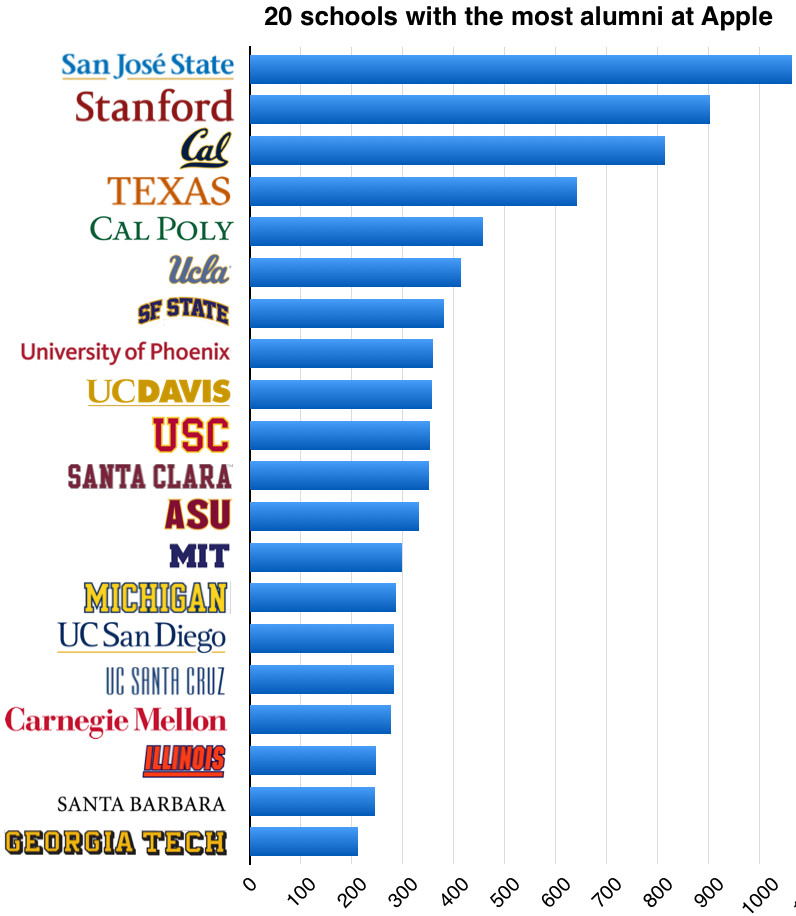
애플 직원을 가장 많이 배출한 대학들.

애플은 1970년대에 설립되어 전통적인 기업 문화 개념을 뒤엎은 여러 성공적인 회사 중 하나이다. 잡스는 애플이 포춘 500 기업이 된 후에도 종종 맨발로 사무실을 돌아다녔다. "1984" TV 광고가 나올 무렵에는 애플의 비공식적인 문화가 경쟁사와 차별화되는 핵심 특징이 되었다. 2011년 포춘 보고서에 따르면, 이러한 문화는 다국적 기업보다는 스타트업에 가까운 기업 문화를 낳았다. 2017년 인터뷰에서 워즈니악은 젊은 시절 스타 트렉을 시청하고 스타 트렉 컨벤션에 참석했던 것이 애플 공동 창업의 영감이 되었다고 언급했다.
회사가 성장하고 다양한 의견을 가진 최고 경영자들에 의해 운영되면서, 일부 언론에서는 회사가 원래의 특성을 잃었다고 지적하기도 했다. 그럼에도 불구하고, 특히 잡스가 돌아온 이후로 개성과 탁월함을 추구하는 명성을 유지하며 유능한 인재들을 꾸준히 유치하고 있다. 수많은 애플 직원들은 잡스의 참여 없이 진행된 프로젝트가 다른 프로젝트보다 오래 걸리는 경우가 많았다고 언급했다.
애플의 펠로우 프로그램은 개인용 컴퓨터에 대한 뛰어난 기술 또는 리더십 기여를 한 직원에게 수여한다. 수상자에는 빌 앳킨슨, 스티브 캡스, 로드 홀트, 앨런 케이, 가이 가와사키, 앨 알콘, 돈 노먼, 리치 페이지, 스티브 워즈니악, 그리고 필립 W. 실러가 포함된다.
잡스는 직원들이 자신의 전문 분야 외의 기능에는 노출되지 않는 전문가가 되기를 의도했다. 예를 들어, 2011년 11월 1일까지 리테일 운영 수석 부사장이었던 론 존슨은 매장 위치 선정, 매장 내 서비스 및 매장 레이아웃을 담당했지만, 자신의 매장 재고에 대한 통제권은 없었다. 이는 공급망 관리 경험이 있던 팀 쿡이 담당했다. 애플은 엄격하게 책임감을 강요하는 것으로 알려져 있다. 각 프로젝트에는 애플 용어로 "직접 책임 있는 개인" 또는 "DRI"가 있다. 다른 주요 미국 기업들과 달리 애플은 컨트리 클럽 회비나 회사 항공기의 사적 사용과 같은 다른 CEO들이 누리는 특전을 포함하지 않는 비교적 간단한 임원 보상 정책을 제공한다. 회사는 일반적으로 격년으로 임원들에게 스톡 옵션을 부여한다.
2015년에 애플은 11만 명의 정규직 직원을 보유했다. 이 수치는 다음 해에 11만 6천 명으로 증가했는데, 이는 주로 첫 수익 감소로 인한 눈에 띄는 고용 감소였다. 애플은 소매 부문에 몇 명의 직원이 근무하는지는 명시하지 않았지만, 2014년 SEC 서류에 따르면 전체 직원 수의 약 절반에 달하는 것으로 나타났다. 2017년 9월, 애플은 12만 3천 명 이상의 정규직 직원을 보유하고 있다고 발표했다.
애플은 강력한 기업 기밀주의 문화를 가지고 있으며, 미국 국가안보국, 연방수사국, 미국 비밀경호국에서 인력을 채용하는 정보 유출 방지 글로벌 보안 팀을 운영하고 있다. 2017년 12월, 글래스도어는 애플이 일하기 좋은 직장 순위에서 48위라고 밝혔다. 애플은 2009년 19위로 진입하여 2012년에는 10위로 정점을 찍었지만, 그 후 순위가 계속 떨어졌다. 2023년 블룸버그의 마크 구먼은 애플 워치에 혈당 모니터링 기능을 추가하기 위해 노력하고 있는 애플의 탐색 디자인 그룹(XDG)의 존재를 공개했다. 구먼은 XDG를 알파벳의 X "문샷 팩토리"에 비유했다.

### 사무실
애플 본사는 캘리포니아 실리콘 밸리 한가운데에 위치한 쿠퍼티노에 있으며, 원둘레가 one 마일 (1.6 km)에 달하는 거대한 원형 그라운드스카이퍼 건물인 애플 파크에 있다. 이 건물은 2017년 4월에 개장했으며, 1만 2천 명 이상의 직원을 수용한다. 애플 공동 설립자 스티브 잡스는 애플 파크가 비즈니스 파크보다는 자연 보호 구역처럼 보이기를 원했으며, 사망 전 마지막 공개 석상인 2011년 6월 쿠퍼티노 시의회에 직접 참석하여 제안서를 발표했다.

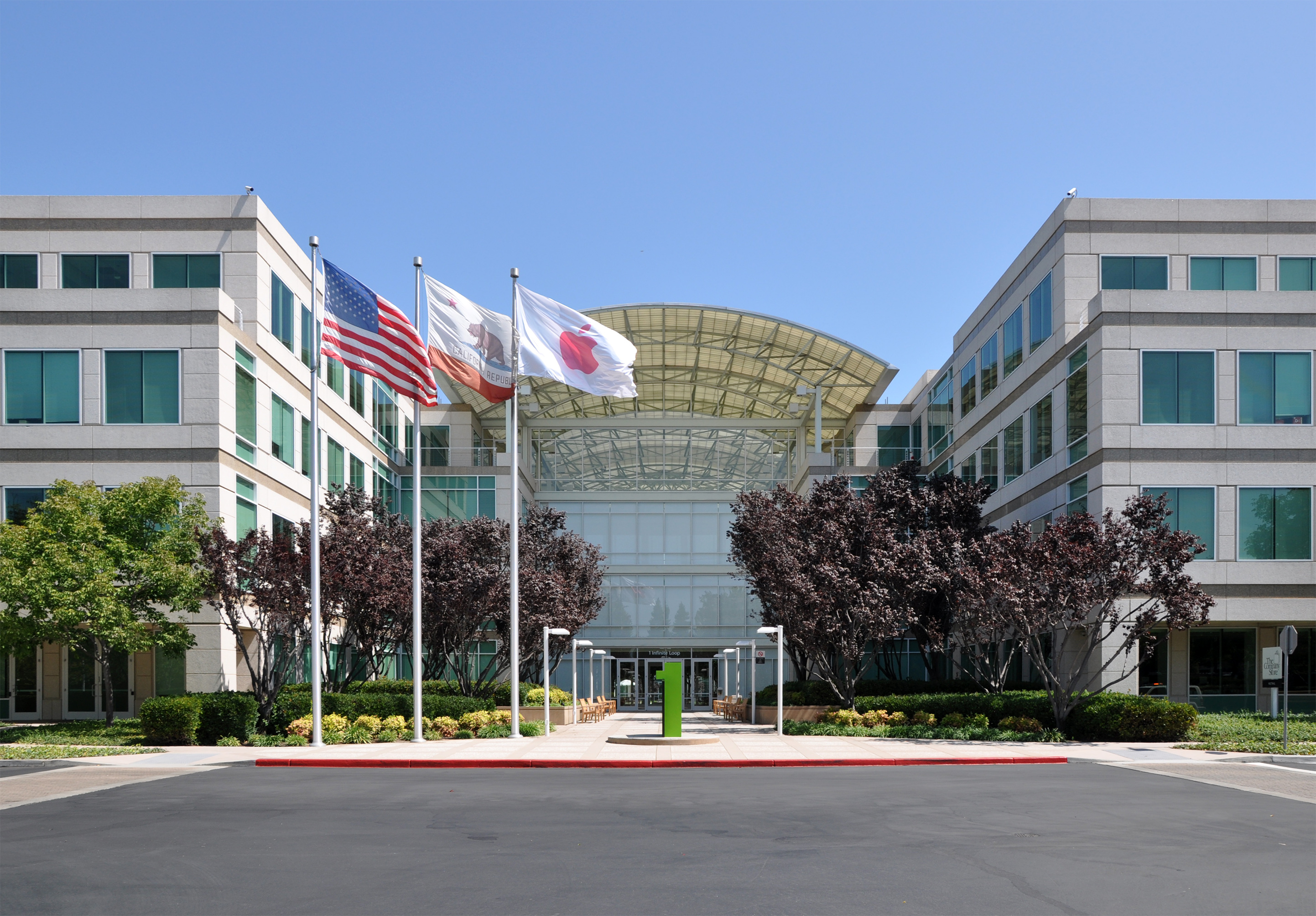
쿠퍼티노의 원래 애플 캠퍼스는 주소가 1 Infinite Loop, Sunnyvale, California이다.

애플은 또한 쿠퍼티노에 위치한 6개 건물로 이루어진 애플 캠퍼스(주소 1 Infinite Loop으로도 알려짐)에서 운영되며, 총 850,000 제곱피트 (79,000 m2) 규모로 애플 파크에서 서쪽으로 약 1 마일 (1.6 km) 떨어져 있다. 애플 캠퍼스는 1993년 개장부터 2017년 애플 파크 개장까지 회사의 본사였다. 1-6 Infinite Loop에 위치한 건물들은 대학의 캠퍼스와 유사하게 중앙의 녹지 공간을 중심으로 원형으로 배열되어 있다.
애플 파크와 애플 캠퍼스 외에도 애플은 쿠퍼티노 시 전역에 흩어져 있는 30개의 추가 사무용 건물을 사용하고 있으며, 여기에는 1977년부터 1978년까지의 스티븐스 크릭 쓰리, 1978년부터 1982년까지의 밴들리 원, 1982년부터 1993년까지의 마리아니 원을 포함한 세 곳의 이전 본사 건물도 포함된다. 전체적으로 애플은 시내 가용 사무 공간의 거의 40%를 차지한다.
애플의 유럽, 중동 및 아프리카(EMEA) 본사는 아일랜드 남부 코크의 홀리힐 캠퍼스에 위치해 있다. 1980년에 개장한 이 시설은 5,500명을 수용하며 애플의 미국 외 첫 번째 거점이었다. 애플의 국제 판매 및 유통 부문은 코크 캠퍼스에서 운영된다.
애플은 텍사스주 오스틴 근처에 두 개의 캠퍼스를 운영한다. 2014년에 개장한 216,000-제곱피트 (20,100 m2) 규모의 캠퍼스에는 애플 실리콘 개발에 종사하는 500명의 엔지니어가 근무하며, 2021년에 개장한 1.1백만-제곱피트 (100,000 m2) 규모의 캠퍼스에는 기술 지원, 공급망 관리, 온라인 스토어 큐레이션 및 애플 지도 데이터 관리에 종사하는 6,000명의 직원이 근무한다. 또한 회사는 콜로라도주 볼더, 캘리포니아주 컬버시티, 이스라엘 헤르츨리야, 런던, 뉴욕, 피츠버그, 샌디에이고, 시애틀 등 여러 다른 지역에도 각각 수백 명의 직원을 고용하고 있다.

### 소송
애플은 창업 이래 다양한 법적 절차와 소송에 참여해 왔다. 특히 애플은 지식 재산권을 적극적이고 공격적으로 집행하는 것으로 알려져 있고 스스로도 그렇게 홍보한다. 소송 사례로는 애플 대 삼성, 애플 대 마이크로소프트, 모토로라 모빌리티 대 애플, 애플 코퍼레이션 대 애플 컴퓨터 등이 있다. 애플은 또한 여러 차례 지식 재산권을 침해했다는 혐의에 대해 방어해야 했다. 대부분의 경우, 실제 특허 사용 증거가 없는 유령 회사인 특허 괴물들의 소송으로 법원에서 기각되었다. 2016년 12월 21일, 노키아는 미국과 독일에서 애플 제품이 노키아 특허를 침해했다며 애플을 상대로 소송을 제기했다고 발표했다.
가장 최근인 2017년 11월, 미국 국제무역위원회는 애플의 원격 데스크톱 기술과 관련된 특허 침해 혐의에 대한 조사를 발표했다. 원격 데스크톱 소프트웨어를 개발하는 회사인 아쿠아 커넥트는 애플이 자사의 두 가지 특허를 침해했다고 주장했다.
에픽게임즈는 2020년 8월 미국 캘리포니아 북부지방 법원에 애플을 상대로 소송을 제기했는데, 이는 iOS 앱 스토어에서의 애플의 관행과 관련된 것이다.
2022년 1월, 에릭슨은 5세대 이동 통신 기술 로열티 미지급과 관련하여 애플을 다시 고소했다. 2024년 6월 24일, 유럽 연합 집행위원회는 애플이 "앱 개발자가 소비자들을 다른 채널로 자유롭게 유도하여 제안과 콘텐츠를 제공하는 것을 막았다"며 디지털 시장법을 위반했다고 비난했다. 2025년 4월, 애플은 디지털 시장법 위반으로 유죄 판결을 받고 5억 유로(5억 7천만 달러)의 벌금을 부과받았다.

## 재정
| 국가                 | 점유율 |
| -------------------- | ------ |
| 아메리카             | 43.7%  |
| EMEA                 | 25.9%  |
| 중화권               | 17.1%  |
| 나머지 아시아 태평양 | 7.8%   |
| 일본                 | 6.1%   |

2023년 기준, 애플은 매출액 기준으로 세계에서 가장 큰 기술 기업이며, 3,832억 8천만 미국 달러를 기록했다. 또한 총 자산 기준으로 세계에서 가장 큰 기술 기업이며, 판매량 기준으로 세계 네 번째로 큰 개인용 컴퓨터 공급업체이며, 세계 최대 휴대폰 제조업체이다.
2011년 9월 마감된 회계 연도에 애플은 연간 총 매출 1,080억 달러를 보고했는데, 이는 2010년 매출 650억 달러에서 크게 증가한 수치이며, 거의 820억 달러에 달하는 현금 보유액을 기록했다. 2012년 3월 19일, 애플은 이사회의 승인을 받아 2012년 4분기부터 주당 2.65달러의 배당을 시작할 계획을 발표했다.
2013년 회사의 전 세계 연간 매출은 총 1,700억 달러에 달했다. 2013년 5월, 애플은 처음으로 포춘 500 기업 목록의 상위 10위 안에 들었으며, 2012년 순위보다 11단계 상승하여 6위를 차지했다. 2016년 기준, 애플은 약 2,340억 미국 달러의 현금 및 시장성 증권을 보유하고 있으며, 이 중 90%는 세금 목적으로 미국 외부에 위치해 있다.
카나코드 제뉴이티의 보고서에 따르면, 2014년 1분기 전 세계 8대 스마트폰 제조업체의 총 이익 중 애플이 65%를 차지했다. 2015년 1분기에는 이 회사가 전체 수익의 92%를 거둬들였다.
2017년 4월 30일, 월스트리트 저널은 애플이 2,500억 미국 달러의 현금 보유액을 보유하고 있다고 보도했으며, 며칠 후 애플은 이를 공식적으로 2,568억 미국 달러로 확인했다.
2018년 8월 3일월 기준, 애플은 시가총액 기준 세계 최대 상장 기업이었다. 2018년 8월 2일, 애플은 미국 상장 기업 중 처음으로 시가총액 1조 미국 달러를 달성했으며, 2024년 6월월 기준, 3조 2천억 미국 달러 이상의 가치를 지닌다. 애플은 2018년 미국 최대 기업 포춘 500 순위에서 4위를 차지했다.
2022년 7월, 애플은 2021년 대비 3분기 이익이 11% 감소했다고 보고했다. 같은 기간 매출은 전년 대비 2% 증가한 830억 달러를 기록했지만, 이 수치 또한 36% 증가했던 2021년보다 낮았다. 이러한 전반적인 하락세는 세계 경제 둔화와 중국의 공급망 혼란 때문인 것으로 보고된다. 그 해 애플은 전 세계적으로 연구개발 지출이 270억 달러 이상에 달하며 가장 많은 기업 지출을 한 기업 중 하나였다.
2023년 5월, 애플은 2023년 1분기 매출이 감소했다고 보고했다. 2022년과 비교하여 2023년 매출은 3% 감소했다. 이는 애플의 두 번째 연속 매출 감소 분기이다. 이러한 감소는 경제 둔화와 소비자들이 가격 인상으로 인해 아이패드 및 컴퓨터 구매를 미루는 것에서 기인한다. 그러나 아이폰 판매는 전년 대비 1.5% 증가하며 견조한 모습을 보였다. 애플에 따르면, 이러한 기기에 대한 수요는 특히 라틴 아메리카와 남아시아에서 강했다.

### 세금
애플은 아일랜드, 네덜란드, 룩셈부르크, 영국령 버진아일랜드와 같은 저세금 국가에 자회사를 설립하여 전 세계적으로 내는 세금을 절감해 왔다. 뉴욕 타임스에 따르면, 1980년대 애플은 고세금 국가에 해외 영업 사원을 배치하여 저세금 자회사들이 다른 대륙에서 제품을 판매하도록 하여 소득세를 피하는 방식을 처음으로 도입한 기술 기업 중 하나였다. 1980년대 후반 애플은 아일랜드 자회사와 네덜란드를 거쳐 카리브해로 이익을 송금하여 세금을 절감하는 "더블 아이리시 위드 더치 샌드위치"라는 회계 기법의 선구자였다.
찰리 엘피크 영국 보수당 의원은 2012년 10월 30일에 일부 다국적 기업들이 영국에서 수십억 파운드의 이익을 내고 있지만, 영국 재무부에 내는 법인세 실효 세율은 단 3%에 불과하여 표준 법인세율보다 훨씬 낮다는 연구 결과를 발표했다. 그는 이 연구에 이어 재무부 장관 조지 오스본에게 이들 다국적 기업들(구글과 코카콜라 컴퍼니도 포함)이 영국 매출에 대해 납부하는 실효 세율을 공개하도록 강제할 것을 촉구했다. 엘피크는 또한 영국 세금을 공정하게 납부하지 않는 다국적 기업에게는 정부 계약을 중단해야 한다고 주장했다.
2013년 5월에 발표된 회사 역외 세금 구조에 대한 미국 상원 보고서에 따르면, 애플은 비정상적인 글로벌 세금 구조를 사용하여 어떤 정부에도 세금을 거의 또는 전혀 내지 않기 위해 아일랜드 자회사에 수십억 달러의 이익을 보유해 왔다. 애플의 유럽 전역 소매점을 포함하는 주요 자회사는 지난 5년간 법인 소득세를 전혀 납부하지 않았다. 보고서는 "애플은 아일랜드와 미국 세금 거주 규칙의 차이를 악용했다"고 밝혔다. 2013년 5월 21일, 애플 CEO 팀 쿡은 상원 청문회에서 자사의 세금 전략을 옹호했다.
애플은 2016 회계연도 2분기 기준 약 26%의 유효 세율로 미국 내 단일 최대 납세자라고 밝혔다. 2017년 10월 독일 신문 FAZ와의 인터뷰에서 팀 쿡은 애플이 전 세계에서 가장 큰 납세자라고 말했다.
2016년, 2년간의 조사 끝에 유럽 연합 집행위원회는 애플의 하이브리드 이중 아일랜드 조세 방식 사용이 아일랜드로부터의 "불법적인 국가 보조금"에 해당한다고 주장하며, 애플에 130억 유로(145억 달러)의 미납 세금을 지불하도록 명령했다. 이는 역사상 가장 큰 법인세 벌금이었다. 이는 나중에 유럽 일반 법원이 집행위원회가 불충분한 증거를 제공했다고 판결한 후 취소되었다. 2018년 애플은 2,850억 달러를 미국으로 송환하여 다음 8년간 380억 달러의 세금을 납부하게 되었다.
| 2000 | 2001 | 2002 | 2003 | 2004 | 2005 | 2006 | 2007 | 2008 | 2009 | 2010 | 2011 | 2012 | 2013 | 2014 | 2015 | 2016 | 2017 | 2018 | 2019 |
| ---- | ---- | ---- | ---- | ---- | ---- | ---- | ---- | ---- | ---- | ---- | ---- | ---- | ---- | ---- | ---- | ---- | ---- | ---- | ---- |
| 28   | 30   | 25   | 26   | 28   | 26   | 29   | 30   | 30   | 31.8 | 24.4 | 24.2 | 25.2 | 26.2 | 26.1 | 26.4 | 25.6 | 24.6 | 18.3 | 15.9 |
| 2020 | 2021 | 2022 | 2023 |      |      |      |      |      |      |      |      |      |      |      |      |      |      |      |      |
| 14.4 | 13.3 | 16.2 | 14.7 |      |      |      |      |      |      |      |      |      |      |      |      |      |      |      |      |

### 자선
애플은 에이즈 자선 단체인 프로덕트 레드의 기금 모금 캠페인 파트너이다. 2014년 11월, 애플은 2주 동안 앱 스토어의 모든 수익을 기금 모금에 기부하도록 조치하여, 2천만 미국 달러 이상을 모금했고, 2017년 3월에는 빨간색 마감 처리된 아이폰 7을 출시했다. 2021년 현재, 애플은 프로덕트 레드에 2억 5천만 달러 이상을 기부했다.
애플은 자연재해 발생 시 기금 모금에 재정적으로 기여한다. 2012년 11월, 허리케인 샌디 구호 활동을 돕기 위해 미국 적십자사에 250만 미국 달러를 기부했으며, 2017년에는 허리케인 어마와 허리케인 하비 구호 활동에 500만 미국 달러를, 그리고 2017년 멕시코 중부 지진에도 기부했다. 회사는 2010년 아이티 지진, 2011년 일본 지진, 2013년 11월 필리핀의 태풍 하이옌, 그리고 2015년 유럽 이주민 위기와 같은 환경 재해 및 인도주의 위기 이후 아이튠즈 플랫폼을 사용하여 기부를 독려해 왔다. 애플은 아이튠즈 기부에 대한 처리 수수료나 기타 수수료를 전혀 부과하지 않고, 결제 금액의 100%를 구호 활동에 직접 전달한다고 강조하지만, 적십자가 기부하는 사용자에 대한 개인 정보를 받지 않으며 결제 금액이 세금 공제 대상이 아닐 수 있다는 점도 인정한다.
2016년 4월 14일, 애플과 세계자연기금 (WWF)은 "우리 행성의 생명을 보호하는 데 도움을 주기 위해" 협력 관계를 맺었다고 발표했다. 애플은 아이튠즈 앱 스토어에 특별 페이지인 "지구를 위한 앱(Apps for Earth)"을 출시했다. 이 협약에 따라 애플은 4월 24일까지 앱 스토어를 통해 유료 앱 구매 및 인앱 구매에서 발생하는 모든 수익의 100%를 WWF에 기부할 것을 약속했다. 애플과 WWF의 지구를 위한 앱 캠페인은 WWF의 보존 활동을 지원하기 위해 총 8백만 달러 이상을 모금했다. WWF는 2016년 샌프란시스코 WWDC에서 그 결과를 발표했다.
코로나19 범유행 기간 동안, 애플의 CEO 쿡은 미국과 유럽의 의료 종사자들에게 "수백만" 개의 마스크를 기부할 것이라고 발표했다. 2021년 1월 13일, 애플은 2020년 조지 플로이드 사망 사건 이후 전 세계적으로 제도적 인종차별에 맞서 싸우기 위해 1억 달러 규모의 인종 평등 및 정의 이니셔티브를 발표했다. 2023년 6월, 애플은 이 금액을 두 배로 늘려 2억 달러 이상을 교육, 경제 성장 및 형사 사법에 중점을 둔 조직에 배포했으며, 그 중 절반은 자선 기부금이고 절반은 평등에 중점을 두었다고 발표했다.

## 환경

### 애플 에너지
애플 에너지는 애플의 전액 출자 자회사로, 태양 에너지를 판매한다. 2016년 6월 6일월 기준, 캘리포니아와 네바다에 있는 애플의 태양광 발전소는 217.9메가와트의 태양광 발전 용량을 제공하는 것으로 발표되었다. 애플은 노스캐롤라이나주에 매립 가스 에너지 발전소를 건설하여 메탄 배출로 전기를 생산하는 규제 승인을 받았다. 애플의 노스캐롤라이나 데이터 센터는 이미 100% 재생 가능 에너지원으로 운영되고 있다.

### 에너지 및 자원
2010년, 소비자들이 가장 친환경적인 기업을 선택하도록 돕는 비영리 단체인 기후 카운츠는 애플에 100점 만점에 52점을 주어 최고 등급인 "진행 중" 범주에 포함시켰다. 이는 2008년 5월에 기후 카운츠가 애플에 100점 만점에 11점만 주어 전자 회사 중 최하위를 기록하고 "기후 의식 있는 소비자가 피해야 할 선택"이라고 꼬리표를 달았던 것에 비해 상승한 수치이다.
그린피스 시위 이후, 애플은 2012년 4월 17일에 석탄 사용을 중단하고 100% 재생 가능 에너지로 전환하겠다고 약속하는 성명을 발표했다. 2013년까지 애플은 RE100을 사용하여 데이터 센터를 운영했다. 전체적으로 회사 전력의 75%는 깨끗한 재생 가능 에너지원에서 나왔다.
2015년 5월, 그린피스는 친환경 인터넷 상태를 평가하며 애플의 환경 관행을 칭찬하며 "애플의 재생 에너지에 대한 약속은 업계에 새로운 기준을 제시했으며, 100% 재생 가능한 인터넷이 실현 가능하다는 것을 매우 구체적으로 보여주었고, 지속 가능한 인터넷을 구축하려는 다른 기업들을 위한 여러 개입 모델을 제공했다"고 밝혔다.
2016년 기준, 애플은 미국 내 운영의 100%가 재생 가능 에너지로 구동되고, 애플의 데이터 센터 100%가 재생 가능 에너지로 구동되며, 애플의 전 세계 운영의 93%가 재생 가능 에너지로 구동된다고 밝혔다. 그러나 시설들은 지역 전력망에 연결되어 있으며, 이는 일반적으로 화석 연료와 재생 가능 에너지원의 혼합을 포함하므로 애플은 전력 사용을 탄소 상쇄한다. 전자제품 환경 평가 도구 (EPEAT)는 소비자들이 제품이 환경에 미치는 영향을 확인할 수 있도록 한다. 각 제품은 효율성과 지속 가능성에 따라 골드, 실버 또는 브론즈 등급을 받는다. EPEAT가 평가하는 모든 애플 태블릿, 노트북, 데스크톱 컴퓨터, 그리고 디스플레이는 최고 등급인 골드 등급을 획득한다. 애플의 데이터 센터는 물을 35회 재활용하지만, 소매, 기업 및 데이터 센터의 활동 증가로 인해 2015년에는 물 사용량이 모듈:Convert 282번째 줄에서 Lua 오류: attempt to index local 'cat' (a nil value).로 증가했다.
2016년 3월 21일 행사에서 애플은 전 세계 모든 사업장에서 100% 재생 가능 에너지 사용을 목표로 하는 환경 이니셔티브에 대한 현황 업데이트를 제공했다. CEO 팀 쿡에게 직접 보고하는 애플의 환경, 정책 및 사회 이니셔티브 담당 부사장인 리사 P. 잭슨은 2016년 3월월 기준, 애플의 전 세계 사업장 중 93%가 재생 에너지로 구동된다고 발표했다. 또한 회사 제품 포장에 지속 가능한 종이를 사용하려는 노력이 소개되었는데, 모든 애플 제품 포장에 사용되는 종이의 99%가 소비자 재활용 종이 또는 지속 가능한 방식으로 관리되는 산림에서 나오며, 회사는 모든 제품에 대한 종이 포장으로의 전환을 계속하고 있다.
애플은 2016년 8월 16일, 중국의 주요 공급업체 중 하나인 렌즈 테크놀로지가 2018년까지 애플용 유리 생산에 100% 재생 가능 에너지를 사용하기로 약속했다고 발표했다. 이 약속은 중국에서 제조업체의 탄소 배출량을 줄이는 데 도움이 되기 위한 애플의 노력에 큰 진전이다. 애플은 또한 중국에 있는 14개 최종 조립 공장이 모두 UL의 제로 폐기물 매립 검증을 준수하고 있다고 발표했다. 2015년 1월에 시작된 이 표준은 모든 제조 폐기물이 재사용, 재활용, 퇴비화되거나 (필요한 경우) 에너지로 전환됨을 인증한다. 이 프로그램이 시작된 이래 거의 14만 톤의 폐기물이 매립지로 가는 것을 막았다.
2020년 7월 21일, 애플은 2030년까지 전체 사업, 제조 공급망 및 제품 수명 주기 전반에 걸쳐 탄소 중립을 달성하겠다는 계획을 발표했다. 향후 10년 동안 애플은 저탄소 제품 설계, 에너지 효율성 확대, 재생 에너지, 공정 및 재료 혁신, 탄소 제거를 포함한 일련의 혁신적인 조치를 통해 배출량을 줄이려 노력할 것이다.
2024년 6월, 미국 환경보호청 (EPA)은 2015년 애플이 임대한 샌타클래라 (캘리포니아주)에 있는 전자 컴퓨터 제조 시설인 코드명 아리아에 대한 보고서를 발표했다. EPA 보고서는 애플이 자원 보존 및 복구법 (RCRA)에 따른 연방 규정을 잠재적으로 위반하고 있다고 밝혔다. 2018년 블룸버그 보고서에 따르면, 이 시설은 코드명 T159로 마이크로LED 스크린을 개발하는 데 사용된다. 검사 결과 애플이 폐기물을 캘리포니아주 규정만 따르는 것으로 취급하고, 활성탄 필터의 효율성을 잘못 계산하여 휘발성 유기 화합물 (VOC)을 공기에서 걸러내지 못했을 가능성이 있다고 지적했다. EPA는 2023년 8월, 애플의 전 직원이 X에 보고서를 게시한 제보를 받고 이 시설을 검사했다.

### 독성 물질
그린피스의 추가 캠페인에 따라, 2008년 애플은 모든 폴리염화 비닐 (PVC) 및 브롬계 난연제 (BFR)를 모든 제품군에서 제거한 최초의 전자 제조업체가 되었다. 2007년 6월, 애플은 컴퓨터의 냉음극관 백라이트 LCD 디스플레이를 수은 없는 LED 백라이트 LCD 디스플레이와 비소 없는 유리로 교체하기 시작했으며, 이는 업그레이드된 맥북 프로부터 시작되었다. 애플은 현재 생산하거나 과거에 판매한 모든 제품(보고서 작성을 위한 충분한 데이터가 있는 경우)의 CO2e, 배출량, 재료 및 전기 사용량에 대한 포괄적이고 투명한 정보를 자사 홈페이지 포트폴리오에 제공한다. 이를 통해 소비자는 판매되는 제품에 대해 정보에 입각한 구매 결정을 내릴 수 있다. 2009년 6월, 애플의 아이폰 3GS는 PVC, 비소, BFR이 포함되지 않았다. 2009년 이후 모든 애플 제품에는 수은 없는 LED 백라이트 LCD 디스플레이, 비소 없는 유리, 그리고 비PVC 케이블이 사용된다. 모든 애플 제품은 EPEAT 골드 등급을 받았으며, 각 제품의 해당 규제 범주에서 최신 에너지 스타 지침을 능가한다.
2011년 11월, 애플은 지속가능성, 기후와 에너지 정책, 제품의 친환경성을 기준으로 전자제품 제조업체를 평가하는 그린피스의 '더 친환경적인 전자제품 가이드'에 소개되었다. 이 회사는 15개 전자회사 중 4위(전년도보다 5단계 상승)를 기록하며 4.6/10점을 받았다. 그린피스는 애플의 지속가능성을 칭찬하며, 2010년 70% 재활용 목표를 초과 달성했다고 언급했다. 애플은 모든 제품에서 PVC 플라스틱과 BFR이 없다는 점에서 제품 등급에서 계속해서 좋은 점수를 받고 있다. 그러나 이 가이드는 온실가스 배출 데이터에 대한 외부 검증을 요청하지 않고 배출량 감소 목표를 설정하지 않았다는 점에서 에너지 기준에 대해 애플을 비판했다. 2012년 1월, 애플은 케이블 제조업체인 볼렉스에 할로겐 프리 USB 및 전원 케이블 생산을 시작하도록 요청했다.

### 녹색 채권
2016년 2월, 애플은 미국 기술 기업 최초로 15억 미국 달러 규모의 녹색 채권 (기후 채권)을 발행했다. 이 녹색 채권 수익금은 환경 프로젝트 자금 조달에 사용된다.

## 공급망
애플 제품은 1990년대 후반까지 애플 소유 공장에서 미국에서 생산되었다. 그러나 2000년대 아웃소싱 이니셔티브의 결과로, 거의 모든 제조는 이제 해외에서 처리된다. 뉴욕 타임스 보고서에 따르면, 애플 내부자들은 "해외 공장의 방대한 규모와 외국인 노동자들의 유연성, 근면성, 산업 기술이 미국 내 생산 능력을 너무나도 능가하여 'Made in U.S.A.'는 대부분의 애플 제품에 더 이상 실현 가능한 옵션이 아니다"라고 믿는다.
회사의 제조, 조달 및 물류는 대규모 제품 출시를 가능하게 하며, 수익을 잠식하는 재고를 대량으로 유지할 필요가 없다. 2011년 애플의 이윤율은 40%였는데, 이는 다른 대부분의 하드웨어 회사들의 10~20%와 비교된다. 쿡이 회사 운영 부문에 대한 자신의 초점을 설명하는 캐치프레이즈는 "아무도 상한 우유를 사고 싶어 하지 않는다."이다.
2017년 5월, 회사는 미국에서 "고급 제조"를 위한 10억 달러 규모의 자금 조달 프로젝트를 발표했으며, 이후 애플의 아이폰에 사용되는 강화 고릴라 글래스 기술 제조업체인 코닝에 2억 미국 달러를 투자했다. 다음 12월, 애플의 최고 운영 책임자 제프 윌리엄스는 CNBC에 "10억 달러"는 지출의 최종 한도가 "절대 아니다"라고 말하며, "우리는 자금 한도라는 관점에서 생각하지 않습니다... 우리는 미국 전역에서 첨단 기술과 그에 수반되는 첨단 제조를 만드는 회사를 육성할 기회가 어디에 있는지 생각하고 있습니다. 솔직히 말해서 이는 우리의 혁신에 필수적입니다."라고 덧붙였다.
맥 초기 역사에서 애플은 일반적으로 하드웨어에 대한 일반적인 산업 표준을 채택하기를 거부하고 자체 표준을 만들었다. 이러한 추세는 1990년대 후반에 파워 매킨토시 7500/8500/9500에 PCI 버스를 채택하면서 크게 바뀌었다. 애플은 이후 USB, AGP, 하이퍼트랜스포트, 와이파이, NVMe, PCIe 등 기술 표준의 미래 방향에 영향을 미치기 위해 산업 표준 그룹에 참여했다. 파이어와이어는 애플에서 시작된 표준으로, IEEE 1394로 표준화된 후 업계 전반에 널리 채택되었으며, 미국 내 모든 케이블 TV 셋톱박스에서 법적으로 의무화된 포트이다.
애플은 인도 시장에 제품을 출시하려는 노력을 점차 확대해 왔다. 2012년 7월, 투자자들과의 컨퍼런스 콜에서 팀 쿡 CEO는 인도를 "사랑한다"고 말했지만, 애플은 이 지역 외에서 더 큰 기회를 보고 있다고 언급했다. 인도에서 판매되는 제품의 30%를 국내에서 제조해야 한다는 요구 사항은 "제품을 시장에 출시하는 데 정말 비용을 추가한다"고 설명되었다. 2016년 5월, 애플은 벵갈루루에 iOS 앱 개발 센터를 개설하고 하이데라바드에 4,000명의 직원을 위한 지도 개발 사무소를 개설했다. 3월에 월스트리트 저널은 애플이 "향후 두 달 내에" 인도에서 아이폰 모델 생산을 시작할 것이라고 보도했으며, 5월에는 저널이 애플 제조업체가 인도에서 아이폰 SE 생산을 시작했다고 보도했고, 애플은 CNBC에 해당 제조가 "소량" 단위였다고 밝혔다. 2019년 4월, 애플은 인도 정부로부터 더 많은 인센티브를 구하는 동시에 현지 고객의 수요를 염두에 두고 벵갈루루 시설에서 아이폰 7 생산을 시작했다. 2020년 초, 팀 쿡은 애플이 2021년에 인도에 첫 번째 물리적 매장을 오픈할 예정이며, 온라인 스토어는 연말까지 출시될 것이라고 발표했다. 애플 스토어 개장은 연기되었고, 마침내 2023년 4월에 문을 열었으며, 온라인 스토어는 2020년 9월에 출시되었다.

### 노동자 조직
애플은 애플 파크와 실리콘 밸리 전역에 걸쳐 2만 5천 명의 기업 직원을 포함하여 14만 7천 명의 직원을 직접 고용하고 있다. 대다수의 직원은 전 세계 500개 이상의 애플 스토어 소매점에서 근무한다. 애플은 제조를 위해 더 큰 규모의 아웃소싱 인력에 의존하며, 특히 중국에서는 애플이 소매 및 기업 부문에서 1만 명의 직원을 직접 고용하고 있다. 또한, 폭스콘과 페가트론을 포함하여 애플 제품을 조립하는 애플 공급업체에 100만 명의 노동자가 계약되어 있다. 정저우시의 정저우 기술 단지만 해도 35만 명의 중국인 노동자가 아이폰 독점 생산을 위해 고용되어 있다. 2021년 기준, 애플은 43개국에서 하드웨어 부품을 조달한다. 대부분의 조립은 대만의 원천 디자인 제조업자 회사인 폭스콘, 페가트론, 위스트론 및 컴팔 일렉트로닉스가 주로 중국에 위치한 공장에서 수행하며, 그 외 브라질의 폭스콘 공장과 인도에서도 이루어진다.
전 세계 애플 직원들은 1990년대부터 조직화에 참여해 왔다. 애플 노조는 소매, 기업, 아웃소싱 직원으로 구성된다. 애플 직원들은 노동조합에 가입하거나 경영평의회를 설립했다. 이는 오스트레일리아, 프랑스, 독일, 이탈리아, 일본, 영국 그리고 미국에서 이루어지고 있다. 2021년에는 애플 투게더라는 연대 노조가 회사 내 글로벌 노동자 조직들을 통합하려 했다. 애플과 관련된 대부분의 산업 노동쟁의 (노조 인정 포함)는 애플의 공급업체 및 계약업체를 통해 간접적으로 발생하며, 특히 중국의 폭스콘 공장과, 더 적은 정도로 브라질 및 인도에서도 발생한다.

### 콩고 민주 공화국
2019년, 애플은 애플 및 기타 회사에 배터리 재료를 공급하는 글렌코어와 저장 화유 코발트가 소유한 코발트 광산에서 부상당하거나 사망한 어린이들의 콩고 가족들이 제기한 무자유 노동 및 아동 노예 소송의 피고로 지명되었다.
2024년 4월, 콩고 민주 공화국을 대리하는 변호사들은 애플이 콩고 동부 분쟁 지역에서 광물을 조달하고 있을 수 있다는 증거를 애플에 통보했다. 애플 정책 및 문서는 분쟁 광물에 대한 완화 노력을 설명하지만, 변호사들은 공급업체 보고서의 불일치뿐만 아니라 애플의 "의미 있는 완화" 부족을 설명하는 글로벌 위트니스 보고서를 지적한다. 2024년 12월, 콩고 민주 공화국은 애플의 유럽 자회사들을 상대로 소송을 제기했다.

## 같이 보기
- iOS
- watchOS
- 맥 OS
- 사파리
- Siri
- iTunes
- 라이트닝 단자
- 애플의 제품 목록
- 애플의 역사
- 애플의 해외 지사
- 애플 실리콘
- 애플 스토어
- 앱스토어
- Face ID
- Touch ID
- 페이스타임
- 게임 센터